# Liste der Biografien/Gon
Liste der Biografien |
Portal Biografien |
Personensuche
# |
A |
B |
C |
D |
E |
F |
G |
H |
I |
J |
K |
L |
M |
N |
O |
P |
Q |
R |
S |
T |
U |
V |
W |
X |
Y |
Z |
?
 
Ga |
Gb |
Gc |
Gd |
Ge |
Gf |
Gh |
Gi |
Gj |
Gk |
Gl |
Gm |
Gn |
Go |
Gp |
Gq |
Gr |
Gs |
Gu |
Gv |
Gw |
Gy |
Gz
 
Goa |
Gob |
Goc |
God |
Goe |
Gof |
Gog |
Goh |
Goi |
Goj |
Gok |
Gol |
Gom |
Gon |
Goo |
Gop |
Gor |
Gos |
Got |
Gou |
Gov |
Gow |
Goy |
Goz
Die Liste der Biografien führt alle Personen auf, die in der deutschsprachigen Wikipedia einen Artikel haben. Dieses ist eine Teilliste mit 998 Einträgen von Personen, deren Namen mit den Buchstaben „Gon“ beginnt.

## Gon
- Gon Coulibaly, Amadou (1959–2020), ivorischer Politiker
- Gon, Cornelia van der (1644–1701), niederländische Herstellerin von Puppenhäusern
- Gon, Ofer (* 1949), israelisch-südafrikanischer Ichthyologe

### Gona
- Gonalons, Maxime (* 1989), französischer Fußballspieler
- Gonansa, Robin (* 1991), singapurischer Badmintonspieler
- Gonard, Samuel (1896–1975), Schweizer Jurist und ranghoher Berufsoffizier der Schweizer Armee
- Gonatas, Stylianos (1876–1966), griechischer General, Politiker und Ministerpräsident

### Gonc
- Gonçalves Almeida, Stéfano Yuri (* 1994), brasilianischer Fußballspieler
- Gonçalves Amaral, Edvaldo (* 1927), brasilianischer Geistlicher, römisch-katholischer Alterzbischof von Maceió
- Gonçalves Cardoso, Anselmo (* 1984), portugiesischer Fußballspieler
- Gonçalves da Costa, Ernesto (1921–2002), portugiesischer Ordensgeistlicher, katholischer Missionsbischof
- Gonçalves da Costa, José (1914–2001), brasilianischer Ordensgeistlicher, katholischer Erzbischof von Niterói
- Gonçalves de Azevedo, Joaquim (1814–1879), brasilianischer Geistlicher, römisch-katholischer Erzbischof von São Salvador da Bahia
- Gonçalves de Jesus, Manuel António (* 1955), portugiesischer Diplomat
- Gonçalves de Oliveira, Anacleto Cordeiro (1946–2020), portugiesischer Geistlicher und römisch-katholischer Bischof von Viana do Castelo
- Gonçalves de Oliveira, Rennan (* 1991), brasilianischer Fußballspieler
- Gonçalves do Amaral, Alexandre (1906–2002), brasilianischer Geistlicher, römisch-katholischer Erzbischof von Uberaba
- Gonçalves dos Santos, Benedito (* 1958), brasilianischer Geistlicher, römisch-katholischer Bischof von Presidente Prudente
- Gonçalves e Silva, Carlos Rômulo (* 1969), brasilianischer Geistlicher, römisch-katholischer Bischof von Montenegro
- Gonçalves Filho, João (1934–2010), brasilianischer Schwimmer und Wasserballspieler
- Goncalves Folha Neto, Adelmo (* 1997), brasilianischer Beachvolleyballspieler
- Gonçalves Heleno, Hélio (1935–2012), brasilianischer Geistlicher, römisch-katholischer Bischof von Caratinga
- Gonçalves Heleno, José (1927–2021), brasilianischer Geistlicher, römisch-katholischer Bischof von Governador Valadares
- Gonçalves Lopes, José Ruy (* 1967), brasilianischer Ordensgeistlicher und römisch-katholischer Bischof von Caruaru
- Gonçalves Oliveira Júnior, Evandro (* 1990), brasilianischer Beachvolleyballspieler
- Gonçalves Oliveira, Jonas (* 1984), brasilianischer FußballspielerJonas Gonçalves Oliveira (* 1984)

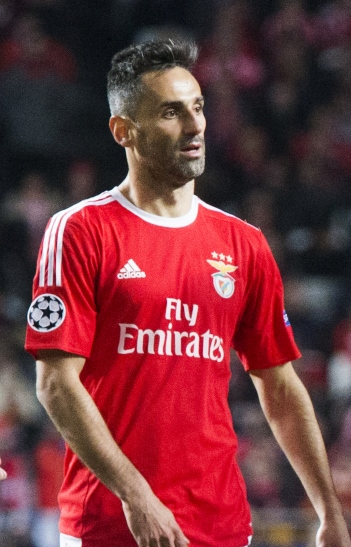
Jonas Gonçalves Oliveira (* 1984)

- Gonçalves Pinheiro, Dener (* 1995), brasilianischer Fußballspieler
- Gonçalves Saturnino, Everton (* 1990), brasilianischer Fußballspieler
- Gonçalves, Affonso, brasilianischer Filmeditor
- Gonçalves, Alberto José (1859–1945), brasilianischer Geistlicher und römisch-katholischer Bischof von Ribeirão Preto
- Gonçalves, André, portugiesischer Seefahrer
- Gonçalves, Antão, portugiesischer Forscher und Sklavenhändler
- Gonçalves, Antonino Lisboa Mena (* 1947), brasilianischer Diplomat
- Gonçalves, António, osttimoresischer Jurist
- Gonçalves, António Aurélio (1901–1984), kapverdianischer Schriftsteller
- Gonçalves, Antônio Rinaldo (* 1966), brasilianischer Fußballspieler
- Gonçalves, Bento António (1902–1942), portugiesischer Politiker und Generalsekretär des Partido Comunista Português
- Gonçalves, Cida (* 1962), brasilianische Frauenrechtlerin und Politikerin
- Gonçalves, Claude (* 1994), portugiesisch-französischer Fußballspieler
- Gonçalves, Dercy (1907–2008), brasilianische Schauspielerin und Komikerin
- Gonçalves, Diogo (* 1997), portugiesischer Fußballspieler
- Gonçalves, Egmar (* 1970), brasilianisch-singapurischer Fußballspieler
- Gonçalves, Esmaël (* 1991), portugiesischer Fußballspieler
- Gonçalves, Faustino Godinho, osttimoresischer Unternehmer und Politiker
- Gonçalves, Francisco da Luz Rebelo (1907–1982), portugiesischer Romanist, Lusitanist, Altphilologe und Lexikograf
- Gonçalves, Guilherme (1919–1999), letzter Liurai von Atsabe, osttimoresischer Politiker, indonesischer Gouverneur von Timor Timur
- Gonçalves, Jaime Pedro (1936–2016), mosambikanischer Geistlicher und römisch-katholischer Erzbischof von Beira
- Gonçalves, Jânio (* 2003), brasilianischer Mittelstreckenläufer
- Gonçalves, João, portugiesischer Seefahrer
- Gonçalves, João Mendes, osttimoresischer Politiker
- Gonçalves, Joaquim (1936–2013), portugiesischer Geistlicher, römisch-katholischer Bischof von Vila Real
- Gonçalves, José († 1995), osttimoresischer Politiker und Wirtschaftsexperte
- Gonçalves, José (* 1985), portugiesisch-schweizerischer Fußballspieler
- Gonçalves, José (* 1989), portugiesischer Radsportler
- Gonçalves, José Joaquim (1917–1988), brasilianischer Geistlicher, römisch-katholischer Bischof von Cornélio Procópio
- Gonçalves, José Maria Barreto Lobato (* 1972), osttimoresischer Politiker
- Gonçalves, Juvita (* 1973), osttimoresische Diplomatin
- Gonçalves, Kaio Felipe (* 1987), brasilianischer Fußballspieler
- Gonçalves, Kathleen, osttimoresische Geschäftsfrau
- Gonçalves, Leonardo (* 1996), brasilianischer Judoka
- Gonçalves, Lopes, portugiesischer Entdecker der afrikanischen Küste
- Gonçalves, Luís Oliveira (* 1960), angolanischer Fußballtrainer
- Gonçalves, Michael (* 1995), schweizerisch-portugiesischer Fussballspieler
- Gonçalves, Néstor (1936–2016), uruguayischer Fußballspieler und -trainer
- Gonçalves, Nuno, portugiesischer Maler
- Gonçalves, Otacílio (* 1940), brasilianischer Fußballtrainer
- Gonçalves, Paula Cristina (* 1990), brasilianische Tennisspielerin
- Gonçalves, Paulo (1979–2020), portugiesischer Motorradrennfahrer
- Gonçalves, Pedro (* 1998), portugiesischer FußballspielerPedro Gonçalves (* 1998)

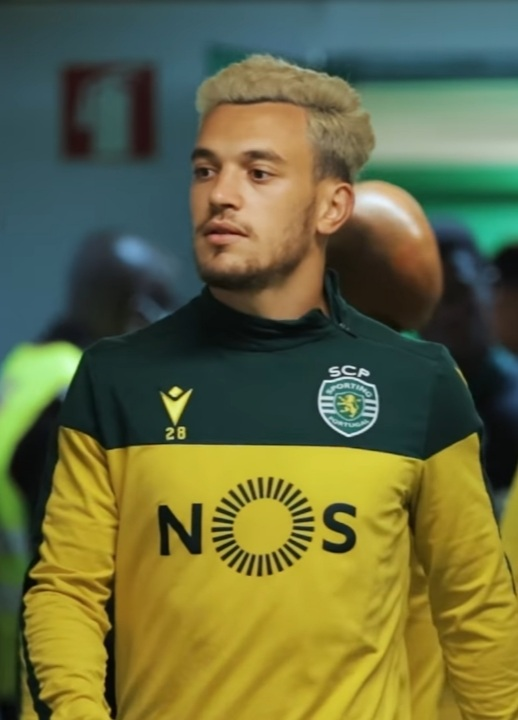
Pedro Gonçalves (* 1998)

- Gonçalves, Rafael Pereira, osttimoresischer Politiker
- Gonçalves, Samuel Rosa (* 1991), brasilianischer Fußballspieler
- Gonçalves, Sidônio Trindade (* 1947), brasilianischer Kommunalpolitiker
- Gonçalves, Tomás (* 1944), osttimoresisch-indonesischer Administrator und Milizionär
- Gonçalves, Vagner (* 1996), kap-verdischer Fußballspieler
- Gonçalves, Vasco (1921–2005), portugiesischer General und Politiker
- Gonçalves, Wescley Pina (* 1984), brasilianischer Fußballspieler
- Gonçalves-Ho Kang You, Lilian (* 1946), surinamesisch-niederländische Juristin und Menschenrechtlerin
- Goncalvez, Jorge (* 1991), venezolanischer Automobilrennfahrer
- Goncharenko, Lina (* 1996), deutsche Rollkunstläuferin
- Goncharov, Alexander (* 1960), ukrainisch-US-amerikanischer Mathematiker
- Gonchor, Jess (* 1962), US-amerikanischer Szenenbildner
- Gönci, Jozef (* 1974), slowakischer Sportschütze
- Gonciarz, Krzysztof (* 1985), polnischer Medienproduzent, Buchautor und Videoblogger
- Goncourt, Edmond de (1822–1896), französischer Schriftsteller
- Goncourt, Jules de (1830–1870), französischer Schriftsteller
- Göncz, Árpád (1922–2015), ungarischer Schriftsteller, Übersetzer und Politiker, Mitglied des Parlaments und StaatspräsidentÁrpád Göncz (1922–2015)

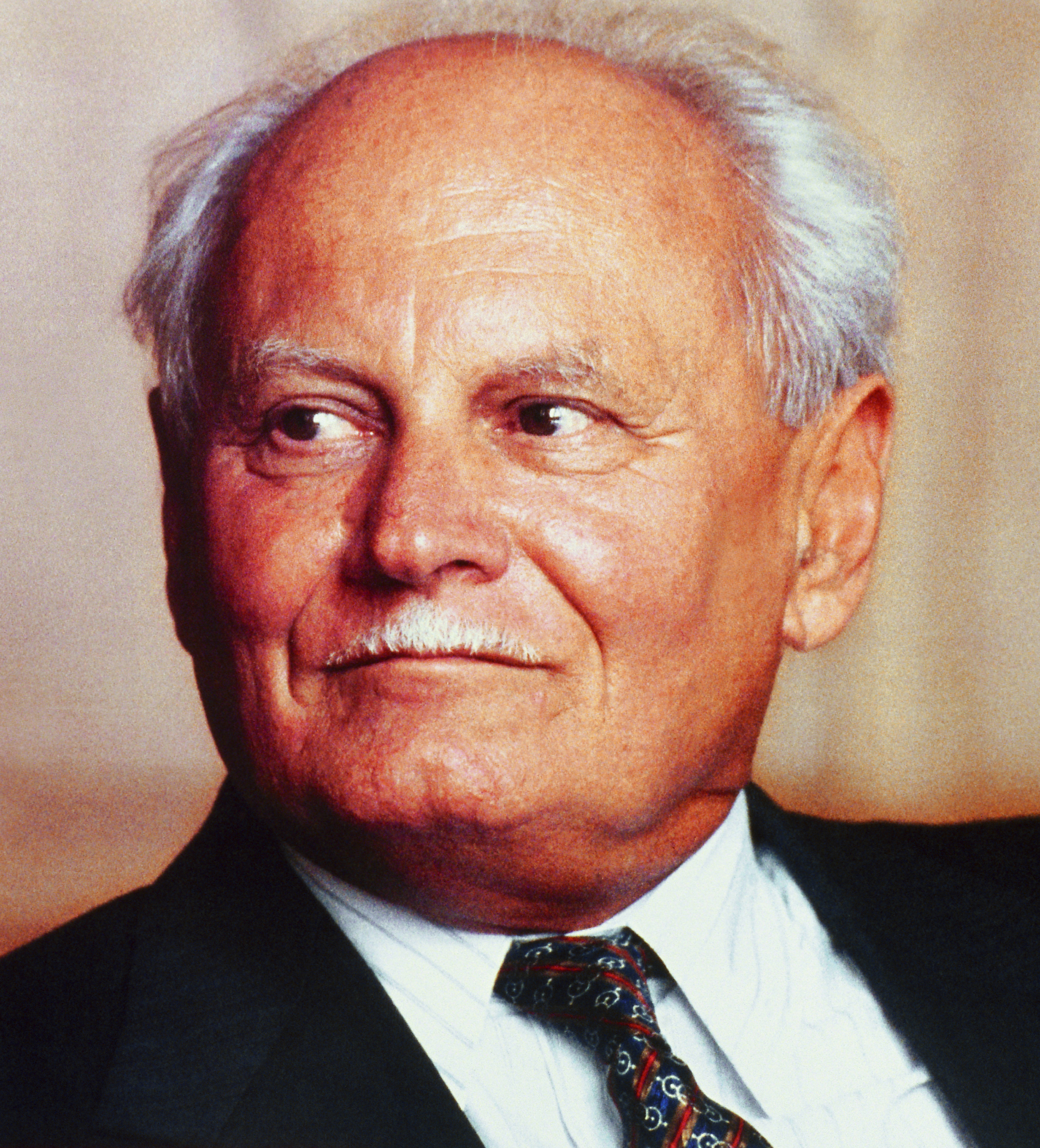
Árpád Göncz (1922–2015)

- Göncz, Kinga (* 1947), ungarische Politikerin, Außenministerin (2006–2009), MdEP
- Göncz, Zoltán (* 1958), ungarischer Komponist und Musikwissenschaftler
- Gonczarowski, Leon (1919–2015), Vorsitzender der Israelitischen Kultusgemeinde in Hof, Unternehmer
- Gönczi, Andrea (* 1966), ungarische Badmintonspielerin
- Gönczöl, János (1922–2016), deutscher Schauspieler ungarischer Herkunft
- Gönczy, Lajos (1881–1915), ungarischer Hochspringer
- Gönczy, Pál (1817–1892), ungarischer Pädagoge und Reformer des ungarischen Volksschulwesens

### Gond
- Gond, Balázs (* 1987), ungarischer Biathlet
- Gonda, Alexander (1905–1977), deutscher Bildhauer
- Gonda, Anna (1947–2013), ungarische Opernsängerin (Alt)
- Gonda, Greta (1917–1974), österreichische Schauspielerin
- Gonda, Ivett (* 1986), kanadische Taekwondoin
- Gonda, Jan (1905–1991), niederländischer Orientalist und Religionswissenschaftler
- Gonda, Karlheinz (1930–1953), deutscher Kletterer und Bergsteiger
- Gonda, László (* 1988), ungarischer Schachmeister
- Gonda, Richard (* 1994), slowakischer Automobilrennfahrer
- Gonda, Shūichi (* 1989), japanischer Fußballtorhüter
- Gonda, Thomas (* 1976), österreichischer Fußballspieler und -trainer
- Gonda, Tomás (1926–1988), ungarischer Grafikdesigner, Illustrator und Fotograf
- Gondai, Atsuhiko (* 1965), japanischer Komponist
- Gondarowski, Warfolomej (1927–1988), russischer russisch-orthodoxer Geistlicher
- Gondatti, Nikolai Lwowitsch (1860–1946), russisch-chinesischer Ethnograph
- Gondela, Simon Henrich (1765–1832), Bremer Jurist und Senator
- Gönder, Burcu (* 1983), türkische Schauspielerin
- Gonder, Fernand (1883–1969), französischer Stabhochspringer
- Gonder, Ulrike (* 1961), deutsche Autorin und Ökotrophologin
- Gondesen, Andreas (* 1961), deutscher Elektroniktechniker, Modellbauer und Schifffahrtshistoriker
- Gondesen, Klaus (1925–2001), deutscher Generalmajor der Volkspolizei
- Gondet, Philippe (1942–2018), französischer Fußballspieler
- Gondi, Harry (1900–1968), deutscher Schauspieler
- Gondi, Henri de (1572–1622), französischer Bischof und Kardinal
- Gondi, Henri de (1590–1659), französischer Adliger
- Gondi, Jean-François de (1584–1654), französischer Erzbischof
- Gondi, Jean-François Paul de († 1679), französischer Kardinal, Staatsmann und AutorJean-François Paul de Gondi († 1679)

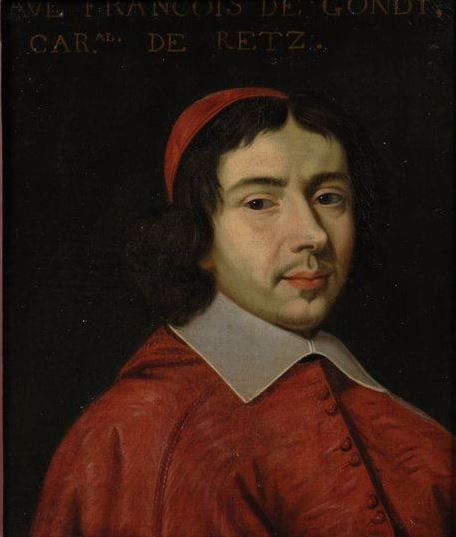
Jean-François Paul de Gondi († 1679)

- Gondi, Paule Marguerite Françoise de (1655–1716), französische Adlige
- Gondi, Pierre de (1533–1616), französischer Bischof und Kardinal italienischer Abstammung
- Gondi, Pierre de (1602–1676), französischer Adliger
- Gondík, Dalibor (* 1970), tschechischer Moderator und Schauspieler
- Gondinet, Edmond (1828–1888), französischer Bühnendichter und Librettist
- Gondjout, Paul (1912–1990), gabunischer Politiker, Parlamentspräsident
- Gondō, Seikyō (1868–1937), japanischer Denker und Sachbuchautor
- Gondō, Yūsuke (* 1982), japanischer Fußballspieler
- Gondola, Franz Josef von (1711–1774), Weihbischof in Paderborn und in Münster
- Gondolatsch, Friedrich (1904–2003), deutscher Astronom
- Gondolatsch, Max (1869–1935), Musiklehrer und Schriftsteller
- Gondolf, Franz (1910–1968), deutscher Politiker (KPD), MdL
- Gondolf, Walter (1912–1989), deutscher Bühnenbildner und Maler
- Gondophares, indischer König
- Gondorf, Jerôme (* 1988), deutscher FußballspielerJerôme Gondorf (* 1988)

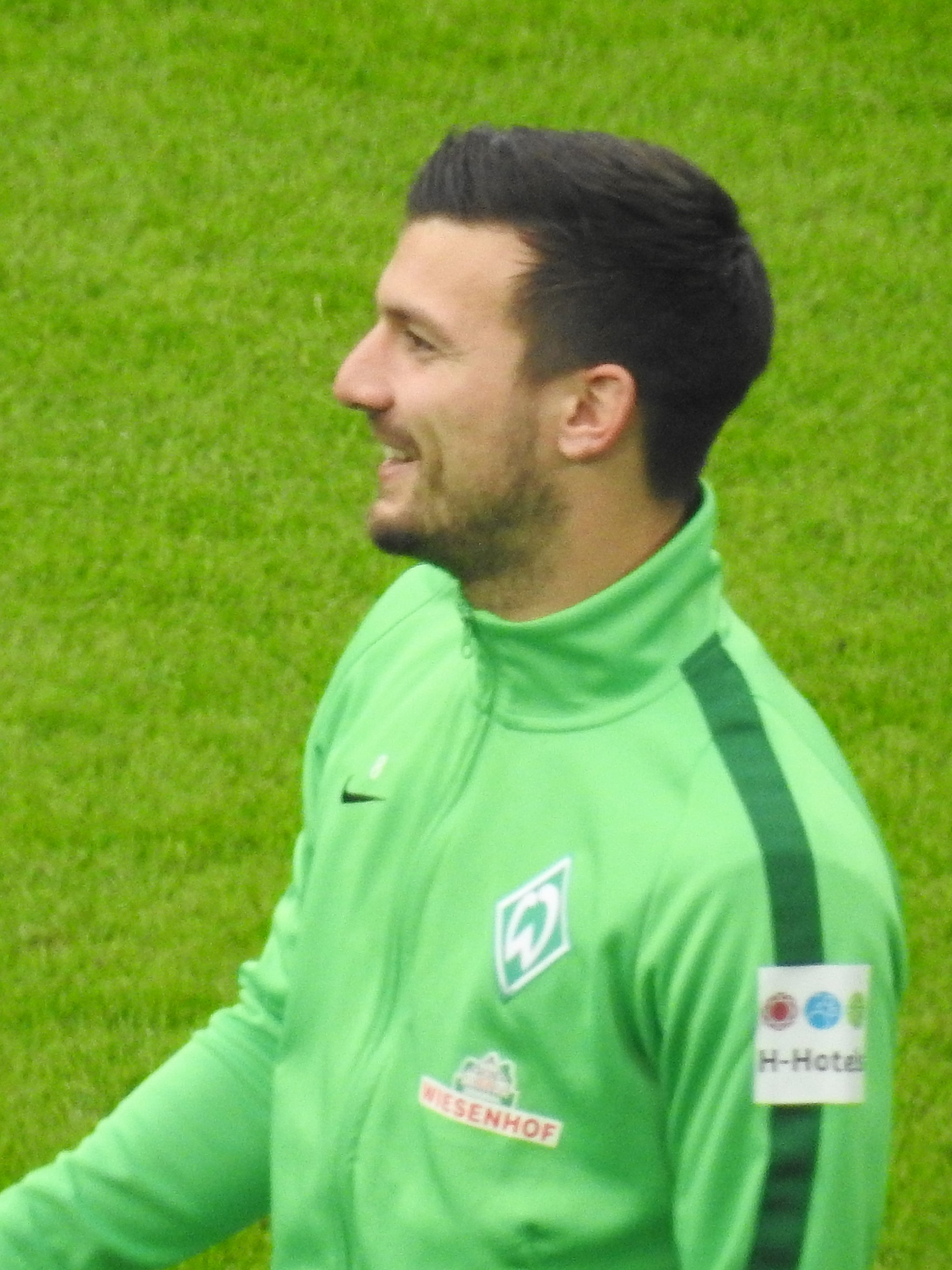
Jerôme Gondorf (* 1988)

- Gondos, Flóra (* 1992), ungarische Wasserspringerin
- Gondou, Luciano (* 2001), argentinischer Fußballspieler
- Gondouin, Charles (1875–1947), französischer Rugby-Union-Spieler und -Schiedsrichter, Tauzieher und Sportjournalist
- Gondouin, Valentin (* 1999), französischer Langstreckenläufer
- Gondra, Manuel (1871–1927), paraguayischer Philologe, Literat, Politiker und Staatspräsident (1910–1911) und (1920–1921)
- Gondrecourt, Leopold (1816–1888), österreichischer Generalmajor, Erzieher Erzherzogs Rudolf
- Gondrell, Adolf (1902–1954), deutscher Conférencier, Film- und Bühnenschauspieler
- Gondring, Hanspeter (* 1953), deutscher Wirtschaftswissenschaftler und Hochschullehrer
- Gondro, Anni (1919–2014), deutsche Gewerkschafterin und Frauenrechtlerin
- Gondry, Michel (* 1963), französischer Regisseur, Drehbuchautor und ProduzentMichel Gondry (* 1963)

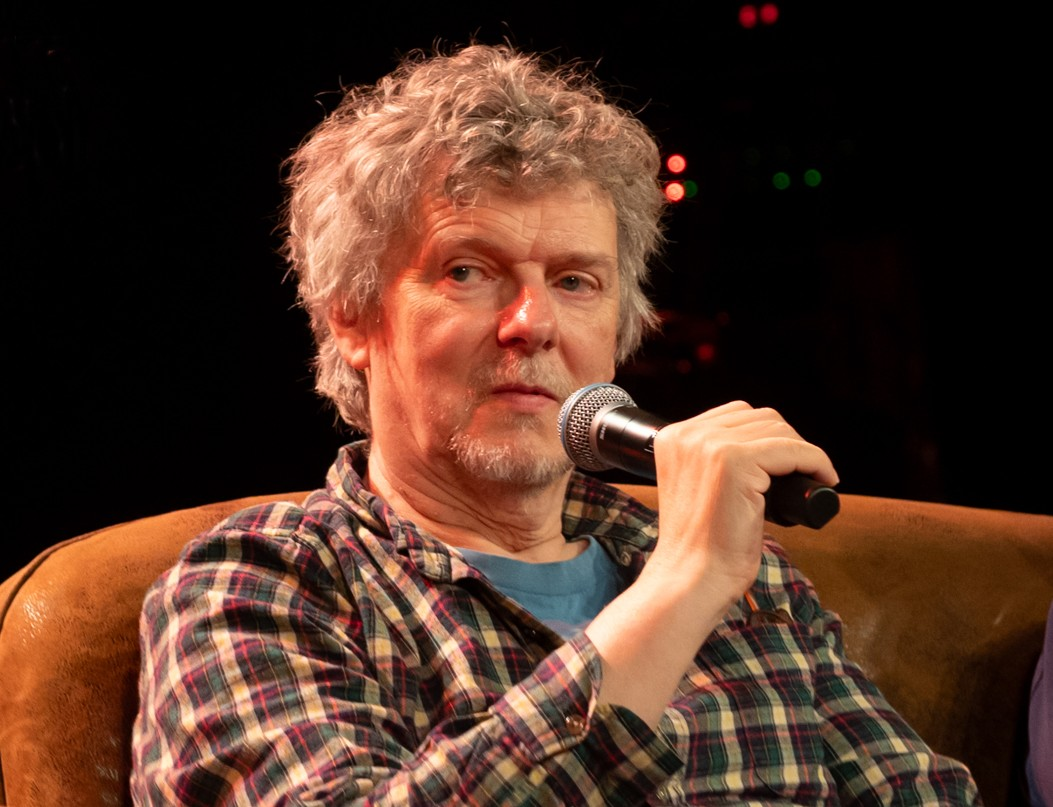
Michel Gondry (* 1963)

- Gondulf von Metz († 823), Bischof von Metz
- Gondulphus, Heiliger, Bischof von Tongeren, Maastricht und Lüttich
- Gondwe, Goodall (1936–2023), malawischer Ökonom und Politiker (Democratic Progressive Party)
- Gondzik, Ernest (1931–2021), deutsch-polnischer Ringer

### Gone
- Goněc, Vladimír (* 1950), tschechischer und slowakischer Historiker und Politologe
- Goneim, Zakaria (1905–1959), ägyptischer Ägyptologe
- Gonell, Ernst (1902–1945), deutscher Generalmajor im Zweiten Weltkrieg
- Gonella, Franca (* 1952), italienische Schauspielerin
- Gonella, Guido (1905–1982), italienischer Politiker (DC), Mitglied der Camera dei deputati, MdEP
- Gonella, Matteo Eustachio (1811–1870), italienischer Geistlicher, Kardinal der römisch-katholischen Kirche
- Gonella, Nat (1908–1998), britischer Jazz-Trompeter und Bandleader
- Gonella, Pier (* 1977), italienischer Metal- und Hard-Rock-Gitarrist
- Gonella, Sergio (1933–2018), italienischer Fußballschiedsrichter
- Gönen, Cenk (* 1988), türkischer Fußballtorwart
- Gönen, Yayla (* 1997), türkische Langstreckenläuferin
- Gönenlı, Nail (1924–1969), türkischer Vielseitigkeits- und Springreiter
- Gönensay, Emre (* 1937), türkischer Ökonom, Diplomat, Politiker und Außenminister
- Gonera, Robert (* 1969), polnischer SchauspielerRobert Gonera (* 1969)

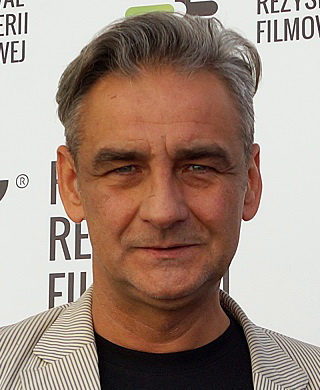
Robert Gonera (* 1969)

- Gonesius, Petrus (1525–1573), polnischer Theologe und Vertreter des Antitrinitarismus der Reformationszeit
- Gonet, Charles (1892–1963), Schweizer Forstwissenschaftler
- Gonet, Matthieu (* 1972), französischer Pianist, Dirigent, Musikarrangeur und Filmkomponist
- Gonet, Stella (* 1963), schottische Schauspielerin

### Gonf
- Gonfalone, Patrick (* 1955), französischer Fußballspieler und -trainer

### Gong
- Gong († 900 v. Chr.), sechster chinesischer König der Zhou-Dynastie
- Gong Chenzhi (* 2006), chinesischer Snookerspieler
- Gong Li (* 1965), singapurische SchauspielerinGong Li (* 1965)

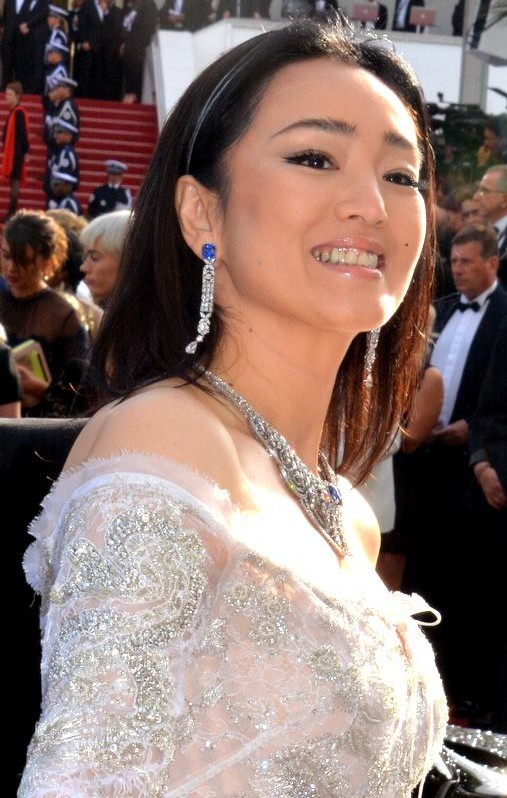
Gong Li (* 1965)

- Gong, Alfred (1920–1981), deutschsprachiger Schriftsteller
- Gong, Guang (* 1956), chinesische Informatikerin und Hochschullehrerin
- Gong, Hyo-jin (* 1980), südkoreanische Schauspielerin
- Gong, Hyo-suk (* 1986), südkoreanischer Straßenradrennfahrer
- Gong, Ji-young (* 1963), südkoreanische Schriftstellerin
- Gong, Jinjie (* 1986), chinesische Bahnradsportlerin
- Gong, Kewei (* 1994), chinesischer Zehnkämpfer
- Gong, Lei (* 2000), chinesische Handballspielerin
- Gong, Li (* 1999), chinesische Karateka
- Gong, Li (* 2000), chinesische Shorttrackerin
- Gong, Lijiao (* 1989), chinesische Kugelstoßerin
- Gong, Linna (* 1975), chinesische Sängerin
- Gong, Maoxin (* 1987), chinesischer Tennisspieler
- Gong, Naiying (* 1998), chinesische Snowboarderin
- Gong, Ruina (* 1981), chinesische Badmintonspielerin
- Gong, Seung-yeon (* 1993), südkoreanische Schauspielerin
- Gong, Sun-Ok (* 1963), südkoreanische Schriftstellerin
- Gong, Weijie (* 1986), chinesischer Badmintonspieler
- Gong, Xiangyu (* 1997), chinesische Volleyballspielerin
- Gong, Yoo (* 1979), südkoreanischer SchauspielerGong Yoo (* 1979)

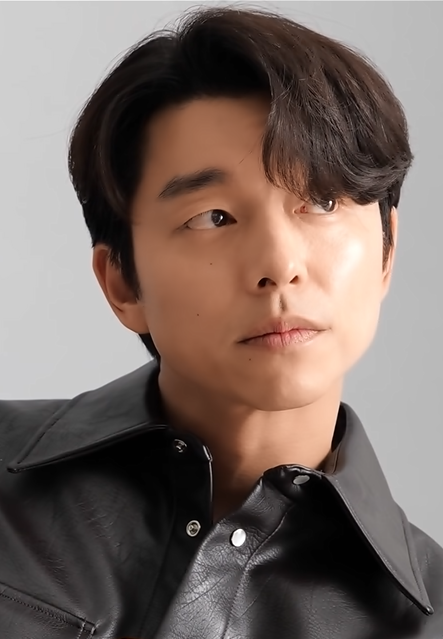
Gong Yoo (* 1979)

- Gong, Zheng (* 1960), chinesischer Politiker
- Gong, Zhichao (* 1977), chinesische Badmintonspielerin
- Gongadse, Georgi Michailowitsch (* 1996), russischer Fußballspieler
- Gongadse, Heorhij (* 1969), ukrainischer Journalist
- Gongadse, Sasa (* 1996), georgischer Eishockeyspieler
- Gonggrijp, Rop (* 1968), niederländischer Hacker
- Gonggrijp, Tanja (* 1976), niederländische Diplomatin
- Gongius Paternus Nestorianus, Marcus, römischer Offizier (Kaiserzeit)
- Gongkar Künga Namgyel (1432–1496), Gründer der Sakya-Unterschule der Gongkar-Tradition des tibetischen Buddhismus und des Klosters Gongkar Chöde (1464) (gong dkar chos sde)
- Gongmin Wang (1330–1374), 31. König des Goryeo-Reiches und der Goryeo-Dynastie
- Góngora Marmolejo, Alonso de (1523–1576), spanischer Conquistador und Chronist
- Góngora, Carlos (* 1989), ecuadorianischer Boxer
- Góngora, Jorge (1906–1999), peruanischer Fußballspieler
- Góngora, Luis de (1561–1627), spanischer Lyriker und Dramatiker der Barockzeit, Hauptvertreter des dunklen StilsLuis de Góngora (1561–1627)

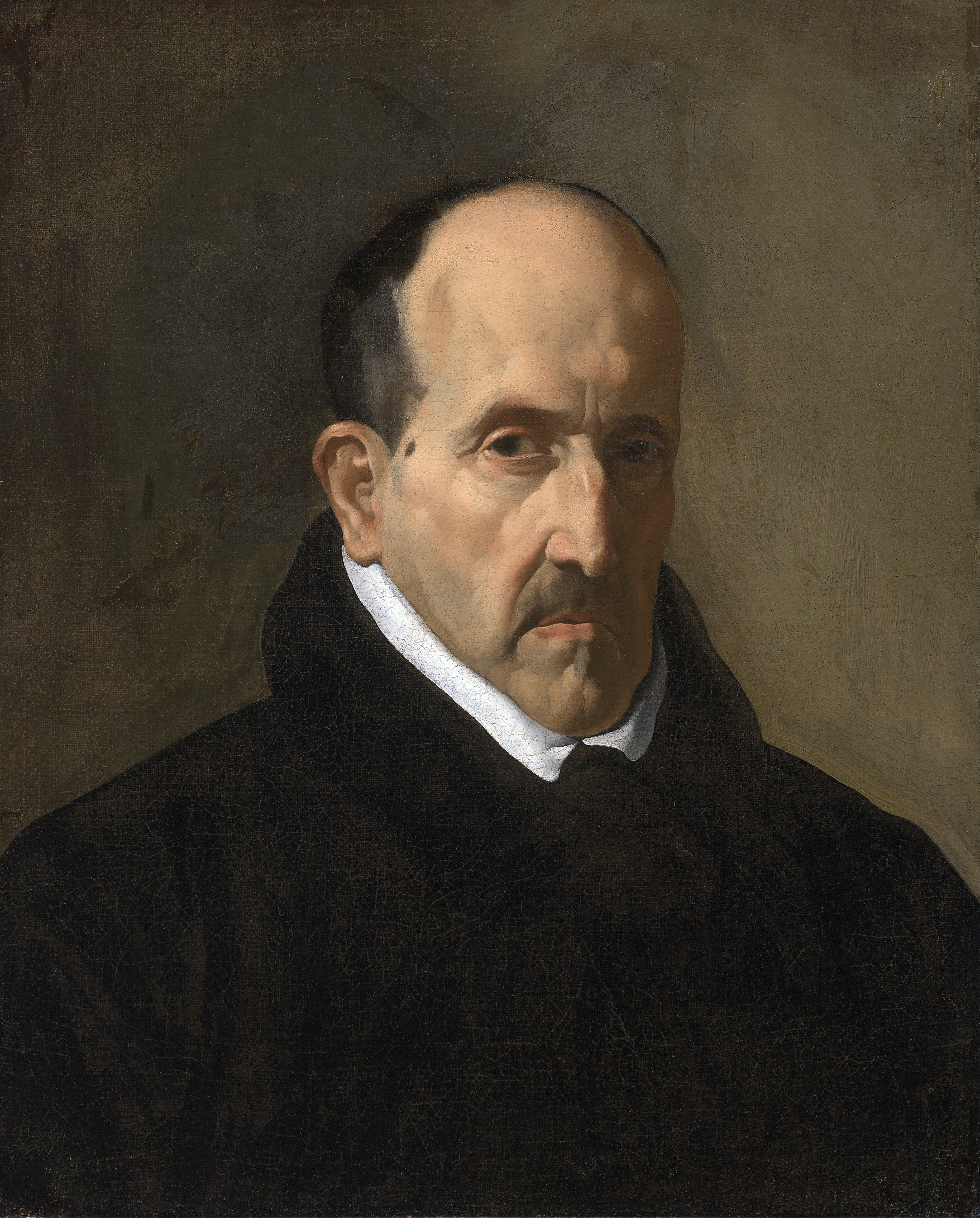
Luis de Góngora (1561–1627)

- Gongora, Manrique (* 1998), peruanische Leichtathletin
- Góngora, Martín (* 1980), uruguayischer Fußballspieler
- Gongsun Gong, chinesischer Herrscher (Liaodong)
- Gongsun Shu († 36), chinesischer Warlord, Kaiser in Shu (25–36)
- Gongsun, Du († 204), General der Östlichen Han-Dynastie
- Gongsun, Kang († 221), chinesischer Warlord
- Gongsun, Yuan († 238), chinesischer Warlord
- Gongsun, Zan († 199), chinesischer Warlord
- Gongyang Wang (1349–1394), Herrscher der Goryeo-Dynastie in Korea (1389–1392)

### Goni
- Goni, Antigoni (* 1969), griechische Gitarristin
- Goñi, Ernesto (* 1985), uruguayischer Fußballspieler
- Goñi, Facundo (1799–1869), spanischer Diplomat
- Goñi, Iosu (* 1990), spanischer Handballspieler
- Goñi, Orlando (1914–1945), argentinischer Tangopianist und Bandleader
- Goñi, Uki (* 1953), argentinischer Journalist und Historiker
- Goñi, Wilson Elso (1938–2009), uruguayischer Politiker
- Gònima, Manuel (1712–1792), katalanischer Kapellmeister und Komponist
- Gonin, Alexandra (* 1967), französische Schauspielerin, Sängerin, Tänzerin und Choreografin
- Gonin, Henri (1837–1910), Schweizer evangelischer Missionar
- Gonin, Jules (1870–1935), Schweizer Augenarzt
- Gonin, Julien (* 1982), französischer Springreiter
- Gonin, Louis (1827–1898), Schweizer Ingenieur
- Gonin, Patrick (* 1957), französischer Autorennfahrer
- Gonin, Simone (* 1989), italienischer Curler
- Gonino, Allie (* 1990), US-amerikanische Filmschauspielerin und Sängerin
- Gönitzer, Josef (* 1946), österreichischer Politiker (SPÖ), Salzburger Landtagsabgeordneter (2008–2009)

### Gonj
- Gonjasufi (* 1978), US-amerikanischer Sänger, Produzent, DJ, Schauspieler und Yogalehrer
- Gonjeh, Abdiwahid Elmi, somalischer Politiker, Premierminister der Übergangsregierung Somalias

### Gonl
- Gönlüm, Kerem (* 1977), türkischer Basketballspieler
- Gönlüm, Özay (1940–2000), türkischer Musiker

### Gonn
- Gonne, Friedrich (1813–1906), deutscher Maler
- Gonne, Johann Gottlieb (1713–1758), deutscher Jurist und Hochschullehrer
- Gonne, Maud (1866–1953), irische Revolutionärin, Feministin und SchauspielerinMaud Gonne (1866–1953)

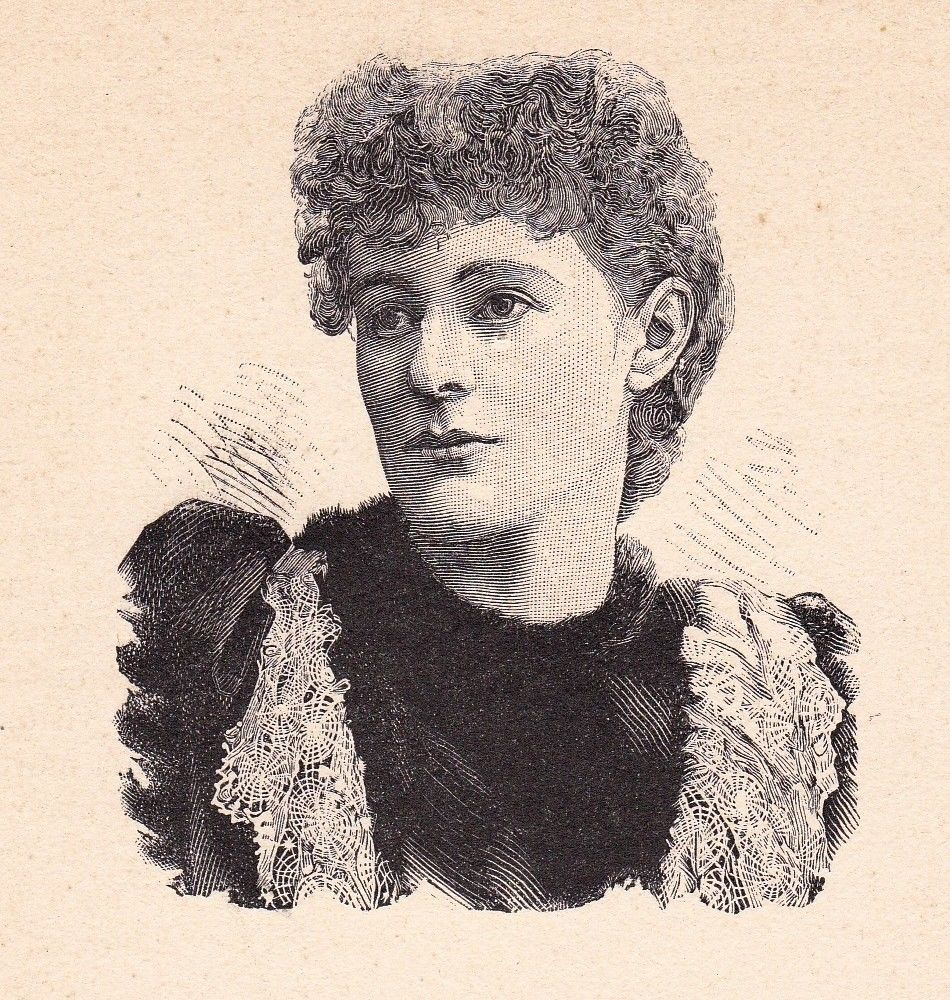
Maud Gonne (1866–1953)

- Gonnella, Julia (* 1963), deutsche Islamwissenschaftlerin und Direktorin des MIA in Doha
- Gonnelli, Tullio (1912–2005), italienischer Leichtathlet
- Gonnen, Bob (* 1941), US-amerikanisch-israelischer Basketballtrainer
- Gönnenwein, Friedrich (1933–2022), deutscher Kernphysiker
- Gönnenwein, Otto (1896–1963), deutscher Jurist, Hochschullehrer und Politiker (FDP/DVP), MdL
- Gönnenwein, Wolfgang (1933–2015), deutscher Dirigent und Musikpädagoge
- Gönner, Albert (1838–1909), deutscher Verwaltungsjurist und Abgeordneter in Baden, Oberbürgermeister von Baden-Baden
- Gönner, Eberhard (1919–2012), deutscher Historiker und Archivar
- Gönner, Ivo (* 1952), deutscher Politiker (SPD) und Oberbürgermeister
- Gönner, Johannes (* 1959), österreichischer römisch-katholischer Theologe und Schriftsteller
- Gönner, Karl (1911–1983), deutscher Fußballspieler
- Gönner, Nikolaus Thaddäus von (1764–1827), deutscher Rechtsgelehrter und Staatsmann
- Gönner, Rolf von (1885–1941), deutscher Politiker (NSDAP)
- Gönner, Tanja (* 1969), deutsche Politikerin (CDU), MdL, MdB, Umwelt- und Verkehrsministerin in Baden-WürttembergTanja Gönner (* 1969)

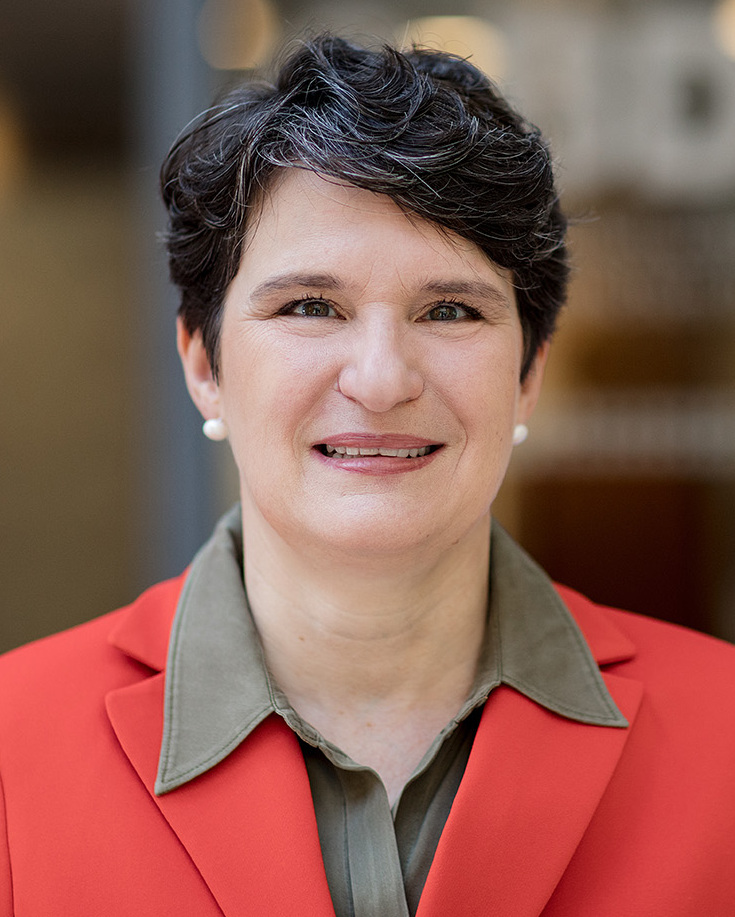
Tanja Gönner (* 1969)

- Gonnermann, Bernhard (* 1934), deutscher Politiker (PDS, Die Linke), MdL und Hochschullehrer
- Gonnermann, Henriette (* 1942), deutsche Schauspielerin und Schauspiellehrerin
- Gonnermann, Karl von (1876–1961), bayerischer Oberstleutnant und Militärschriftsteller
- Gonnermann, Otto (1908–2009), deutscher Landrat
- Gonnessiat, François (1856–1934), französischer Astronom
- Gonnet, Julien (* 1981), französischer Radrennfahrer
- Gonneville, Binot Paulmier de, französischer Seefahrer
- Gonneville, Michel (* 1950), kanadischer Komponist
- Gonnissen, Olaf Van (* 1954), deutscher Gitarrist
- Gonnord, Pierre (1963–2024), französisch-spanischer Fotograf

### Gono
- Gono, Gideon (* 1959), simbabwischer Bankmanager und Leiter der dortigen Zentralbank
- Gonon, François (* 1979), französischer Orientierungsläufer
- Gonon, Marguerite (1914–1996), französische Historikerin, Romanistin und Dialektologin
- Gonon, Philipp (* 1955), Schweizer Erziehungswissenschaftler
- Gonow, Lew Alexejewitsch (* 2000), russischer Radrennfahrer

### Gonp
- Gönpawa Wangchug Gyeltshen (1016–1082), Geistlicher der Kadam-Schule des tibetischen Buddhismus
- Gönpokyab, mongolischer Gelehrter und Übersetzer

### Gons
- Gonsallo, Aristide (* 1966), beninischer Geistlicher, römisch-katholischer Bischof von Porto-Novo
- Gonsalves, Billy (1908–1977), US-amerikanischer Fußballspieler
- Gonsalves, Braz (* 1934), indischer Jazzmusiker
- Gonsalves, Colin (* 1952), indischer Aktivist
- Gonsalves, Compton (1926–2012), Radrennfahrer aus Trinidad und Tobago
- Gonsalves, Dennis (* 1943), US-amerikanischer Phytopathologe
- Gonsalves, Elias (* 1961), indischer Geistlicher, römisch-katholischer Erzbischof von Nagpur
- Gonsalves, Jason (* 1992), südafrikanischer Eishockeyspieler
- Gonsalves, Kartiki (* 1986), indische Dokumentarfilmerin, Fotojournalistin und Filmregisseurin
- Gonsalves, Paul (1920–1974), US-amerikanischer Jazz-Saxophonist
- Gonsalves, Ralph (* 1946), vincentischer Politiker, Regierungschef (seit 2001)
- Gonsalves, Raul Nicolau (1927–2022), indischer Geistlicher, römisch-katholischer Patriarch von Ostindien und Erzbischof von Goa und Damão
- Gonsalves, Rob (1959–2017), kanadischer Künstler
- Gonsalves, Rory (* 1979), antiguanischer Radrennfahrer
- Gonsalves, Vic (1887–1922), niederländischer Fußballspieler
- Gonsalves, Virgil (1931–2008), US-amerikanischer Jazz-Saxophonist
- Gonsalvus, Pedro, italienische Person der Medizingeschichte
- Gonsalvus, Tognina, französisches Mädchen, das an Hypertrichose littTognina Gonsalvus

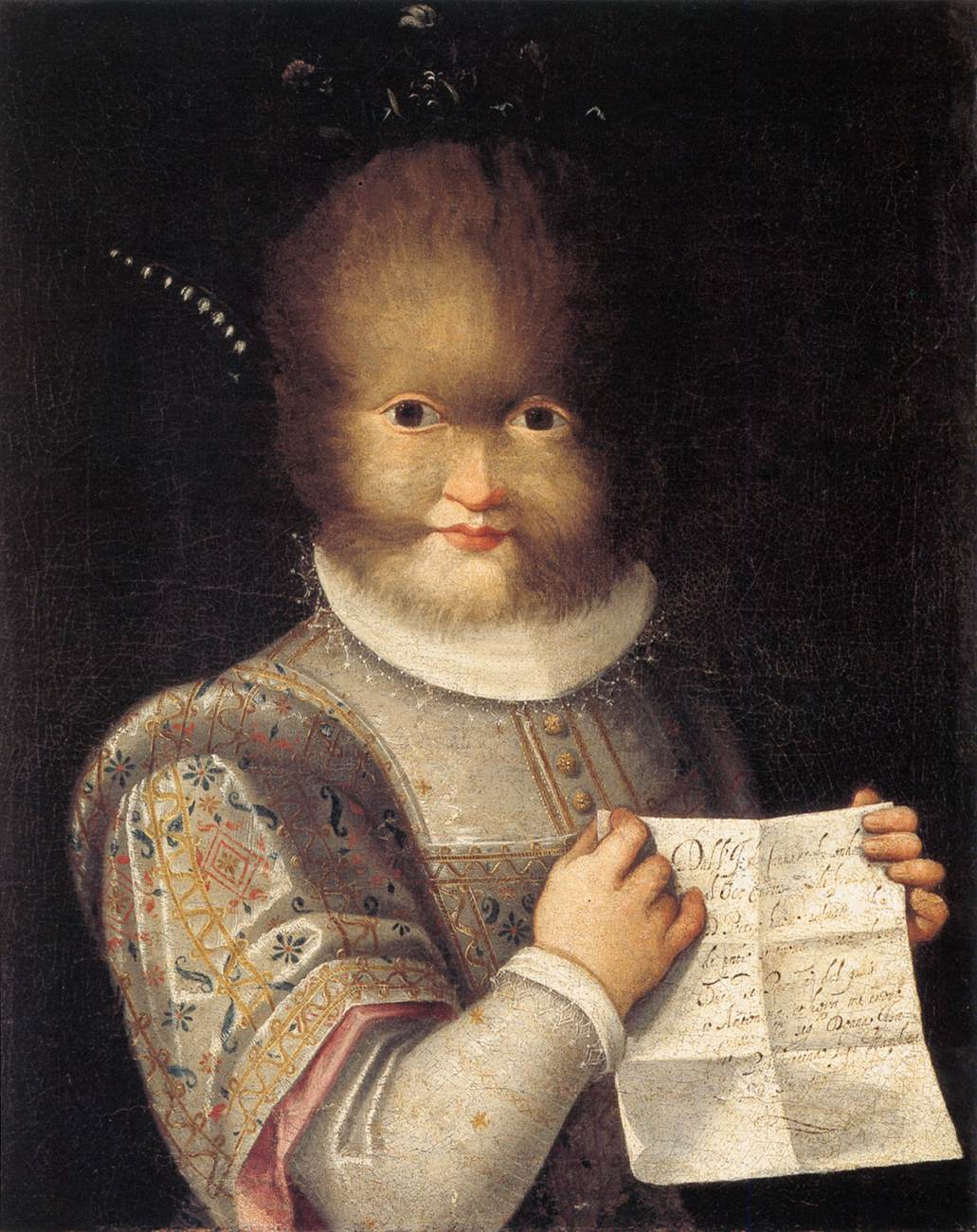
Tognina Gonsalvus

- Gonschinska, Cheick-Idriss (* 1968), deutscher LeichtathletiktrainerCheick-Idriss Gonschinska (* 1968)

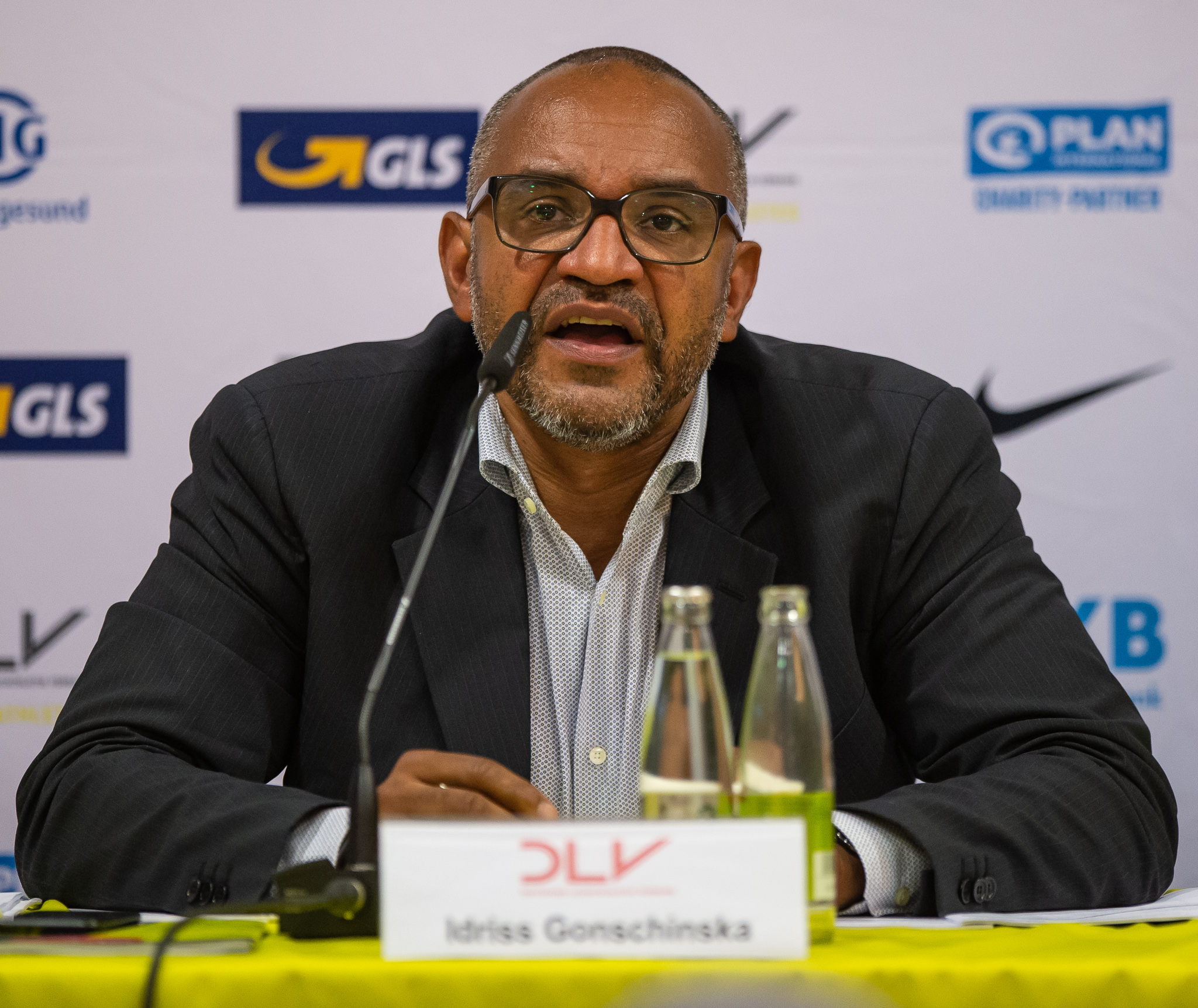
Cheick-Idriss Gonschinska (* 1968)

- Gonschior, Kuno (1935–2010), deutscher Maler
- Gonschorek, Dieter (* 1944), deutscher Radrennfahrer
- Gonschorek, Gernot (* 1943), deutscher Pädagoge
- Gonschorowski, Lara (* 1984), deutsche Modejournalistin und Chefredakteurin
- Gonse, Charles Arthur (1838–1917), französischer Berufssoldat
- Gonser, Karl (1902–1979), deutscher Architekt
- Gonser, Karl (1914–1991), deutscher Politiker (parteilos)
- Gonseth, Ferdinand (1890–1975), Schweizer Mathematiker, Philosoph und Hochschullehrer
- Gonseth, Frédéric (* 1950), Schweizer Filmschaffender
- Gonseth, Jean-Paul (1921–1999), deutscher Psychiater und Psychotherapeut
- Gonseth, Ruth (* 1943), Schweizer Ärztin und Politikerin (Grüne Partei)
- Gonshaw, Francesca (* 1959), britische Schauspielerin
- Gonsior, Bohdan (* 1937), polnischer Degenfechter
- Gonska, Andre (* 1966), deutscher Politiker (Partei Rechtsstaatlicher Offensive), MdHB
- Gonska, Mascha (* 1952), polnisch-deutsche Schauspielerin
- Gonska, Nadine (* 1990), deutsche Leichtathletin
- Gonska, Silke, deutsche Sängerin und Schlagzeugerin
- Gonson, Benjamin († 1577), Schatzmeister der englischen Marine (1549–1577)
- Gonszar, Rudolf (1907–1971), deutscher Opernsänger im Stimmfach Bariton

### Gont
- Gonta Colaço, Ana de (1903–1954), portugiesische Bildhauerin, Künstlerin und Frauenrechtlerin
- Gonta Colaço, Branca de (1880–1945), portugiesische Dichterin, Dramatikerin, Frauenrechtlerin und Dozentin
- Gonta, Iwan († 1768), Kosake und einer der Anführer der Hajdamaken während des Kolijiwschtschyna-Aufstandes im Jahre 1768
- Gontarczyk, Piotr (* 1970), polnischer Historiker und Politologe
- Gontard, Alexander (1788–1854), Politiker Freie Stadt Frankfurt
- Gontard, Alexander von (* 1954), deutscher Mediziner und Psychiater
- Gontard, Carl Friedrich Ludwig von (1764–1839), Ehrenbürger Berlins
- Gontard, Carl von (1731–1791), deutscher ArchitektCarl von Gontard (1731–1791)

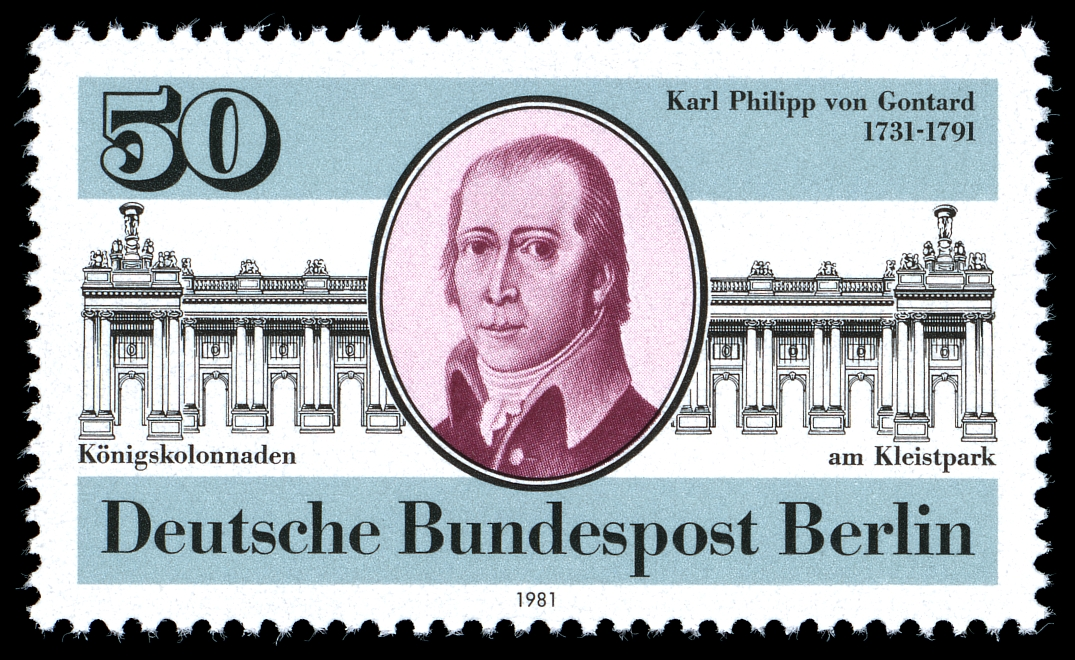
Carl von Gontard (1731–1791)

- Gontard, Fides von (1917–2007), deutsche Wohlfahrtspflegerin
- Gontard, Friedrich Alexander (1810–1849), deutscher Handelskaufmann und Rittergutsbesitzer
- Gontard, Friedrich von (1860–1942), deutscher General der Infanterie
- Gontard, Gert von (1906–1979), deutscher Theaterdirektor
- Gontard, Hans von (1861–1931), preußischer Generalleutnant
- Gontard, Jean-Pierre (* 1941), französischer Diplomat
- Gontard, Paul von (1868–1941), deutscher Ingenieur und Industrie-Manager
- Gontard, Susette († 1802), deutsche Bankiersfrau, große Liebe des Dichters Friedrich HölderlinSusette Gontard († 1802)

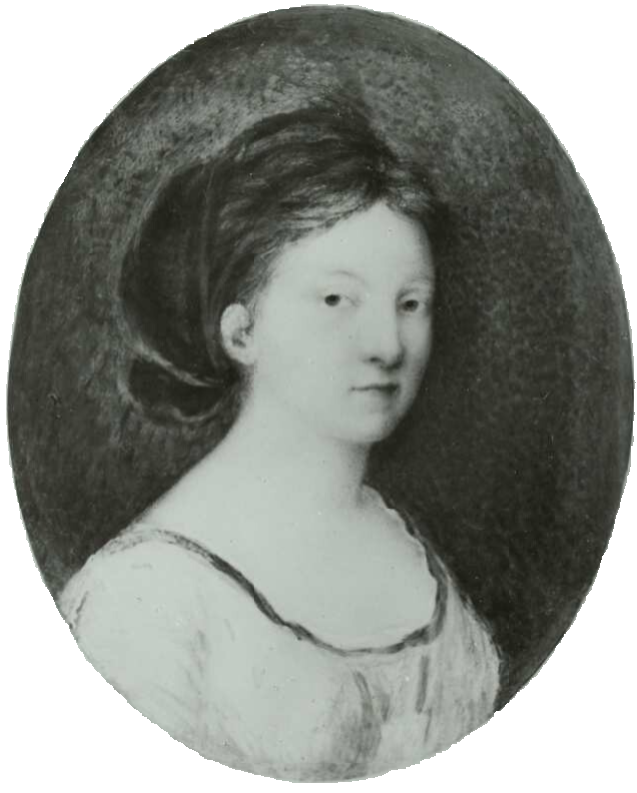
Susette Gontard († 1802)

- Gontard, Sylvain (* 1973), französischer Jazzmusiker (Trompete, Komposition)
- Gontard-Wichelhausen, Johann Friedrich (1761–1843), Politiker Freie Stadt Frankfurt
- Gontarek, Andrzej (* 1970), polnischer altkatholischer Geistlicher, Bischof für das Bistum Warschau und Leitender Bischof der Polnisch-Katholischen Kirche
- Gontariu, Adrian (* 1984), rumänischer Volleyball-Nationalspieler
- Gontaut-Biron, Charles Armand de (1663–1756), französischer Aristokrat und Staatsmann, Marschall von Frankreich
- Gontaut-Biron, Élie de (1817–1890), französischer Diplomat und Politiker
- Gontaut-Biron, Louis Antoine de (1701–1788), Marschall von Frankreich
- Gontermann, Heinrich (1896–1917), deutscher Jagdflieger im Ersten Weltkrieg
- Gontermann, Leonhard (* 1896), deutscher SA-Gruppenführer
- Gontermann, Walter (* 1942), deutscher Schauspieler
- Gonther, Sören (* 1986), deutscher FußballspielerSören Gonther (* 1986)

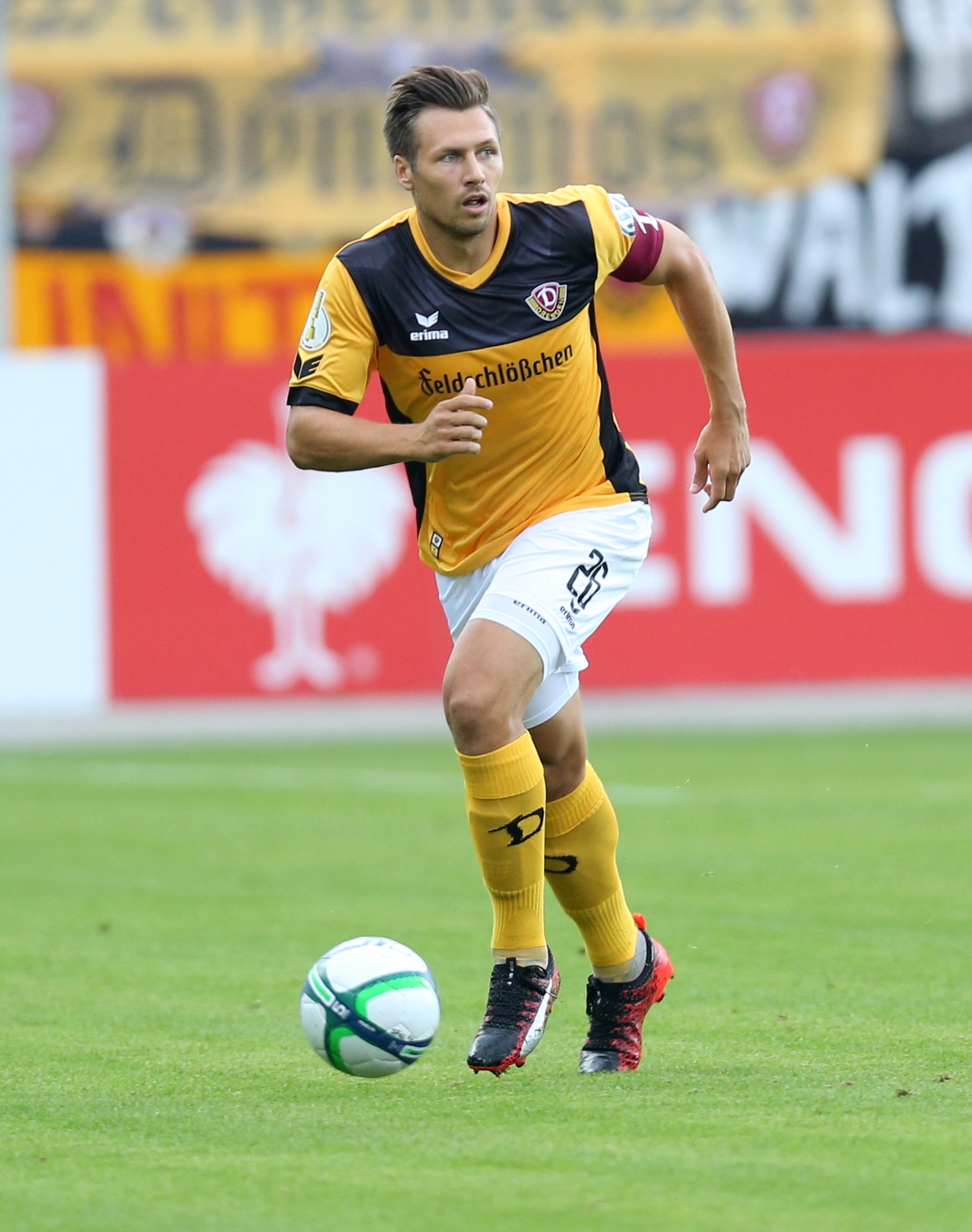
Sören Gonther (* 1986)

- Gonthier, Regina (* 1949), Schweizer Architektin
- Gonthier, Stéphane (* 1972), französischer Skeletonsportler
- Gontier, Adam (* 1978), kanadischer Rocksänger
- Gontier, Émile (1877–1947), französischer Stabhochspringer, Diskuswerfer und Kugelstoßer
- Gontier, Nicole (* 1991), italienische Biathletin
- Gontowicz-Szałas, Maria (* 1965), polnische Judoka
- Gontrum, Wilhelm (1910–1969), deutscher Politiker (CDU), MdB
- Gontschar, Andrei Alexandrowitsch (1931–2012), russischer Mathematiker
- Gontschar, Sergei Wiktorowitsch (* 1974), russischer Eishockeyspieler
- Gontscharenko, Oleg Georgijewitsch (1931–1986), sowjetischer Eisschnellläufer
- Gontscharenko, Swetlana Walentinowna (* 1971), russische Leichtathletin
- Gontscharow, Alexei Fjodorowitsch (1879–1913), russischer Schachspieler
- Gontscharow, Iwan Alexandrowitsch (1812–1891), russischer Schriftsteller
- Gontscharow, Nikolai Alexandrowitsch (* 1984), russischer Politiker, Duma-Abgeordneter
- Gontscharow, Pjotr Konstantinowitsch (* 1948), russischer Soziologe und Politologe
- Gontscharowa, Alexandra Sergejewna (* 1992), russische Radsportlerin
- Gontscharowa, Anastassija Alexejewna (* 1999), russische Nordische Kombiniererin
- Gontscharowa, Marina Wassiljewna (* 1986), russische Siebenkämpferin
- Gontscharowa, Natalija Olegowna (* 1989), russische Volleyballspielerin
- Gontscharowa, Natalja Michailowna (* 1988), russische Wasserspringerin
- Gontscharowa, Natalja Sergejewna (1881–1962), russisch-französische MalerinNatalja Sergejewna Gontscharowa (1881–1962)

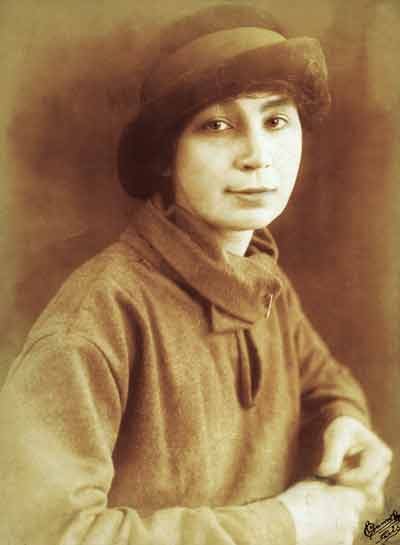
Natalja Sergejewna Gontscharowa (1881–1962)

- Gontschigsumlaa, Sembiin (1915–1991), mongolischer Komponist

### Gonu
- Gönül, Gökhan (* 1985), türkischer Fußballnationalspieler
- Gönül, Mehmet Vecdi (* 1939), türkischer Politiker
- Gönülaçar, Mehmet (* 1972), türkischer Fußballspieler, Fußballtrainer

### Gonz

#### Gonza

##### Gonzag
- Gonzaga della Rovere, Eleonora (1493–1550), Herzogin von Urbino
- Gonzaga di Castiglione, Ferdinando I. (1544–1586), italienischer Adliger, Herr und Markgraf von Castiglione
- Gonzaga di Castiglione, Luigi Alessandro (1494–1549), italienischer Adliger, Herr von Castiglione, Solferino und Castelgoffredo
- Gonzaga di Castiglione, Rodolfo (1452–1495), italienischer Adliger, Herr von Castiglione, Solferino und Luzzara
- Gonzaga di Luzzara, Gianfrancesco (1488–1524), italienischer Adliger, Herr von Castiglione, Solferino und Luzzara
- Gonzaga di Sabbioneta, Gianfrancesco (1446–1496), italienischer Adliger, Graf von Sabbioneta und Rodigo
- Gonzaga di Sabbioneta, Ludovico (1481–1540), italienischer Adliger, Graf von Sabbioneta und Rodigo
- Gonzaga Féchio, Luís (* 1965), brasilianischer Geistlicher und römisch-katholischer Bischof von Amparo
- Gonzaga Fernandes, Luís (1926–2003), brasilianischer Geistlicher, katholischer Bischof
- Gonzaga Ferreira da Silva, Luís (1923–2013), portugiesischer Ordensgeistlicher und Bischof von Lichinga
- Gonzaga Silva Pepeu, Luís (* 1957), brasilianischer Geistlicher, emeritierter römisch-katholischer Erzbischof von Vitória da Conquista
- Gonzaga, Aloisius von (1568–1591), italienischer Jesuit und HeiligerAloisius von Gonzaga (1568–1591)

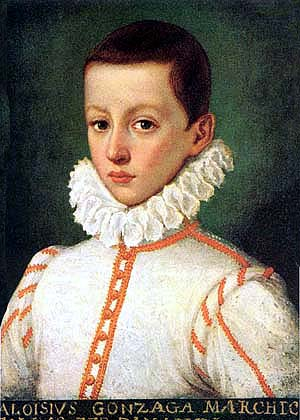
Aloisius von Gonzaga (1568–1591)

- Gonzaga, Anna Isabella (1655–1703), Herzogin von Mantua
- Gonzaga, Annibale (1602–1668), kaiserlicher Feldmarschall und Hofkriegsratspräsident
- Gonzaga, Annibale Francesco (1546–1620), Bischof von Mantua
- Gonzaga, Camillo (1600–1658), italienischer Militär
- Gonzaga, Chiquinha (1847–1935), brasilianische Komponistin
- Gonzaga, Elisabetta (1471–1526), Herzogin von Urbino
- Gonzaga, Ercole (1505–1563), Kardinal, Bischof von Mantua und Regent des Herzogtums Mantua
- Gonzaga, Federico (1540–1565), Bischof von Mantua
- Gonzaga, Federico I. (1441–1484), Markgraf von Mantua
- Gonzaga, Feltrino († 1374), italienischer Condottiere
- Gonzaga, Francesco († 1673), Bischof von Nola
- Gonzaga, Francesco der Ältere (1444–1483), Bischof von Mantua
- Gonzaga, Francesco I. (1366–1407), Herr von Mantua
- Gonzaga, Francesco II. (1466–1519), Markgraf von Mantua
- Gonzaga, Francesco II. (1538–1566), Kardinal, Bischof von Mantua
- Gonzaga, Gianfrancesco I. (1395–1444), Herr und Markgraf von Mantua
- Gonzaga, Gianlucido (1421–1448), Markgraf von Mantua
- Gonzaga, Ginger (* 1983), US-amerikanische Komikerin und SchauspielerinGinger Gonzaga (* 1983)

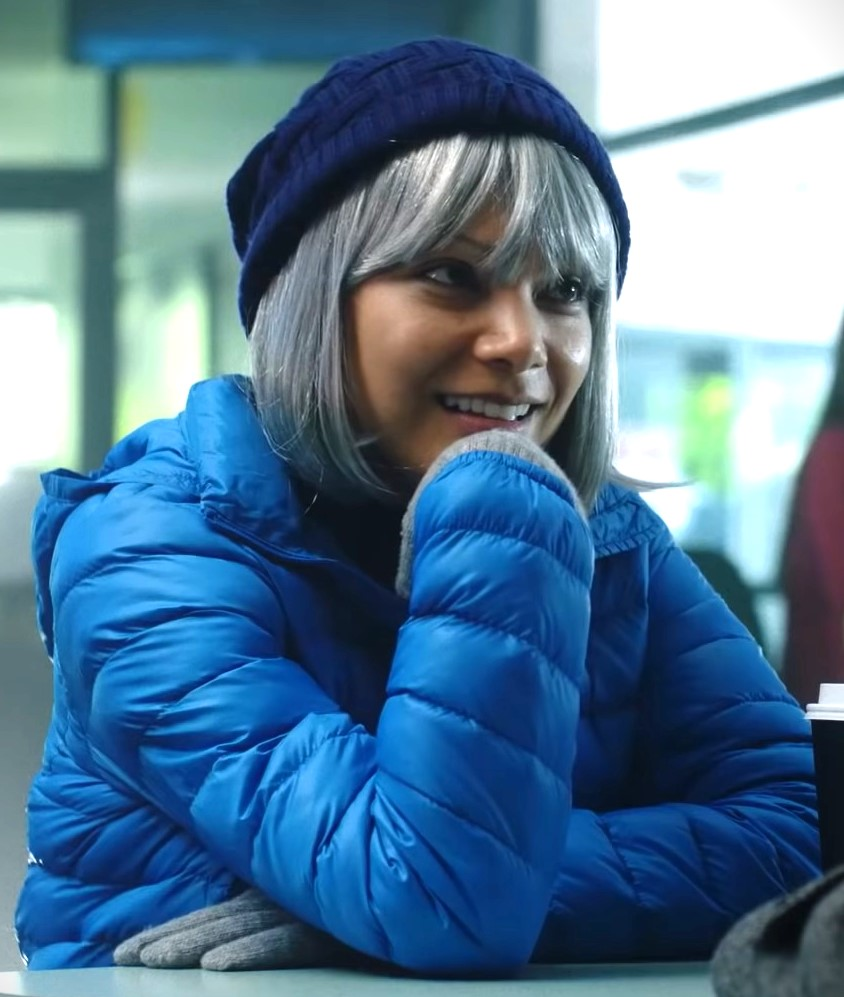
Ginger Gonzaga (* 1983)

- Gonzaga, Giovanni (1474–1525), italienischer Adliger und Condottiere in der Zeit der Renaissance
- Gonzaga, Giovanni Vincenzo (1540–1591), italienischer Kardinal
- Gonzaga, Giulia († 1566), italienische Adlige
- Gonzaga, Guido († 1369), Graf von Mantua
- Gonzaga, Ludovico (1460–1511), Bischof von Mantua
- Gonzaga, Ludovico III. (1412–1478), Markgraf von Mantua (1444–1478)
- Gonzaga, Luigi (1539–1595), Herzog von Nevers und Rethel
- Gonzaga, Luigi I. (1267–1360), Stadtherr und Reichsvikar von Mantua (1328–1360)
- Gonzaga, Luigi II. († 1382), Graf von Mantua (1369–1382)
- Gonzaga, Luís (* 1947), osttimoresischer Unabhängigkeitsaktivist
- Gonzaga, Luisa Maria (1611–1667), Königin von PolenLuisa Maria Gonzaga (1611–1667)

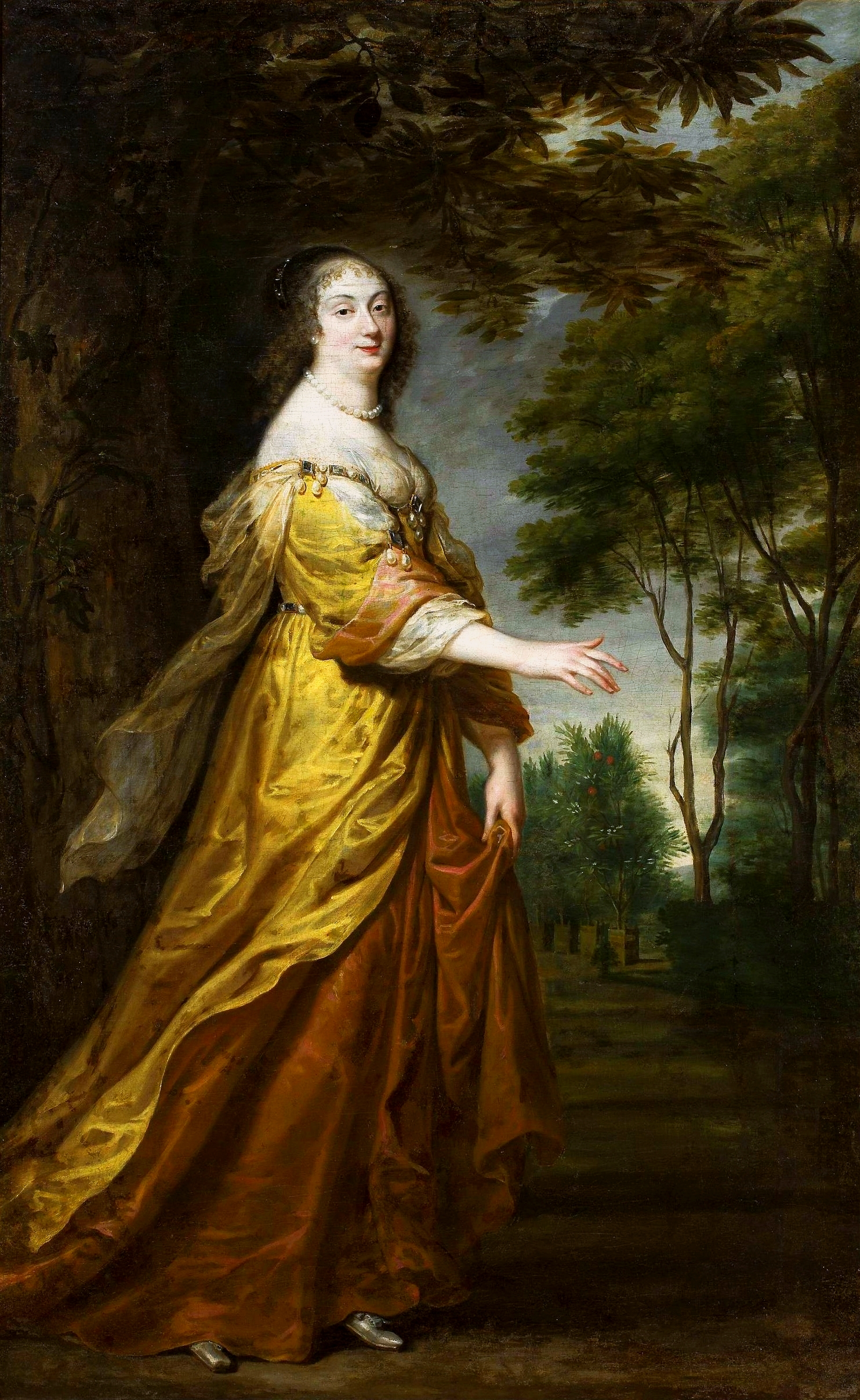
Luisa Maria Gonzaga (1611–1667)

- Gonzaga, Luiz (1912–1989), brasilianischer Sänger, Akkordeonspieler und Komponist
- Gonzaga, Maria (1609–1660), Erbin und Regentin von Mantua und Montferrat
- Gonzaga, Maurizio Ferrante (1861–1938), italienischer Generalleutnant und Senator
- Gonzaga, Otoniel (1942–2018), US-amerikanischer Opernsänger (Tenor)
- Gonzaga, Paola († 1496), Ehefrau des Grafen Leonhard von Görz
- Gonzaga, Pietro (1751–1831), italienischer Maler und Bühnenbildner
- Gonzaga, Pirro (1505–1529), Bischof von Mantua
- Gonzaga, Scipione (1542–1593), Patriarch von Jerusalem
- Gonzaga, Sigismondo (1469–1525), Bischof von Mantua
- Gonzaga, Tomás Antônio (1744–1810), brasilianischer Lyriker portugiesischer Abstammung
- Gonzaga, Vespasiano (1531–1591), italienischer Adliger
- Gonzaga, Wélissa (* 1982), brasilianische Volleyballspielerin
- Gonzague, Catherine de (1568–1629), Herzogin von Longueville; Regentin des Fürstentums Neuchâtel

##### Gonzal

###### Gonzales
- Gonzales Bactol, Filomeno (* 1939), philippinischer Geistlicher und emeritierter römisch-katholischer Bischof von Naval
- Gonzales, Alberto R. (* 1955), US-amerikanischer Jurist und Politiker (Republikanische Partei)
- Gonzales, Babs (1919–1980), US-amerikanischer Sänger des Bebop
- Gonzales, Chilly (* 1972), kanadischer Jazz-Pianist, -Komponist und EntertainerChilly Gonzales (* 1972)

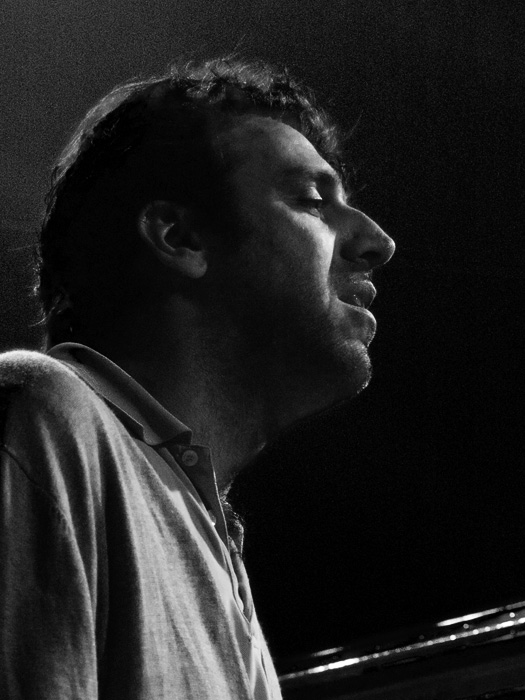
Chilly Gonzales (* 1972)

- Gonzales, Cristian (* 1975), indonesisch-uruguayischer Fußballspieler
- Gonzales, Curtis (* 1989), Fußballspieler aus Trinidad und Tobago
- Gonzalès, Eva (1847–1883), französische Malerin
- Gonzales, Gerson (* 1979), honduranischer Fußballspieler
- Gonzales, Javier (1939–2018), peruanischer Fußballspieler
- Gonzales, Jeric (* 1992), philippinischer Schauspieler
- Gonzales, Jermaine (* 1984), jamaikanischer Sprinter
- Gonzales, Joe (* 1957), US-amerikanischer Ringer
- Gonzales, Joseph (1907–1984), französischer Fußballspieler und -trainer
- Gonzales, Joseph (* 1941), französischer Boxer
- Gonzales, Loraine (* 1977), US-amerikanische Rollstuhlbasketballspielerin
- Gonzales, Mark (* 1968), US-amerikanischer Skateboarder und Künstler

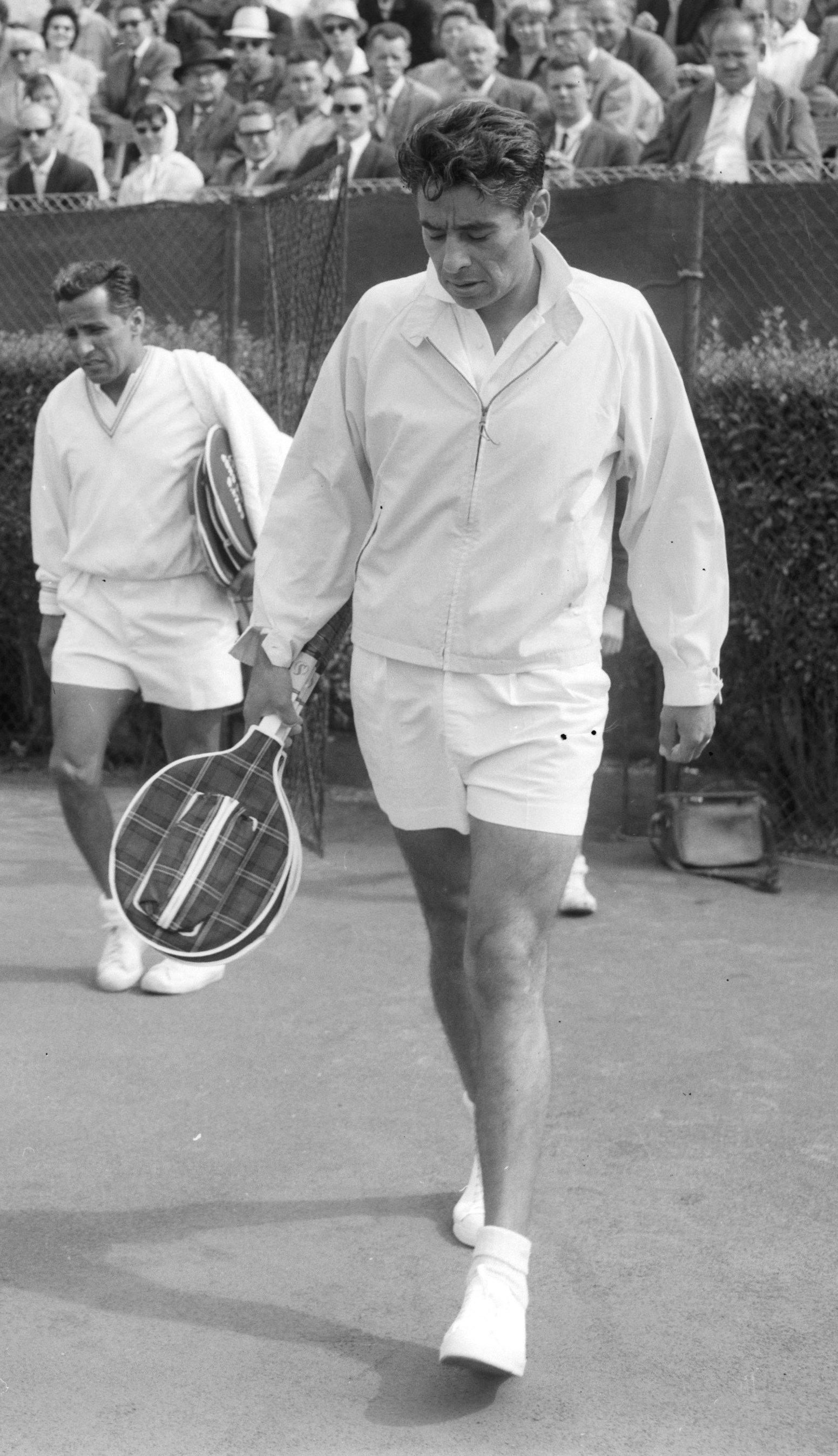
Pancho Gonzales (1928–1995)

- Gonzales, Michael (* 1964), US-amerikanischer Zehnkämpfer und Bobfahrer
- Gonzales, Neptali (1923–2001), philippinischer Rechtswissenschaftler, Hochschullehrer und Politiker
- Gonzales, Norberto (* 1947), philippinischer Politiker
- Gonzales, Odi (* 1962), peruanischer Dichter
- Gonzales, Pancho (1928–1995), US-amerikanischer TennisspielerPancho Gonzales (1928–1995)
- Gonzales, Paul (* 1964), US-amerikanischer Boxer
- Gonzales, Petrus († 1246), seliger Dominikaner, Missionar der Seeleute
- Gonzales, Rahim (* 1996), US-amerikanischer Boxer
- Gonzales, Ruben (* 1985), philippinischer Tennisspieler
- Gonzales, Sef (* 1980), australischer Mörder
- Gonzales, Sophie (* 1992), australische Autorin und Psychologin
- Gonzales, Tony (* 1980), amerikanischer Politiker der Republikanischen Partei
- Gonzales, William Elliott (1866–1937), US-amerikanischer Zeitungsredakteur und Diplomat
- Gonzales, Willie (* 1958), puerto-ricanischer Salsamusiker

###### Gonzalez A
- González Acosta, Bernal (* 1973), costa-ricanischer Schachspieler
- González Alcerreca, Mauricio (* 1967), mexikanischer Fußballspieler und -trainer
- González Alonso, José (* 1940), spanischer Geistlicher und emeritierter römisch-katholischer Bischof von Cajazeiras
- González Álvarez, Juvencio (1917–1995), mexikanischer Geistlicher, römisch-katholischer Bischof von Ciudad Valles
- González Amador, Marcelo Arturo (* 1956), kubanischer Geistlicher, Bischof von Santa Clara
- González Amezcua, Consuelo (1903–1975), mexikanisch-amerikanische Dichterin, Volkskünstlerin, Malerin der Art brut
- González Arintero, Juan (1860–1928), spanischer Theologe, Dominikaner und katholischer Priester
- González Ascanio, Feliciano (1921–1986), venezolanischer römisch-katholischer Geistlicher, Bischof von Maracay
- González Ávila, Rubén, kubanischer Gitarrist und Musikpädagoge

###### Gonzalez B
- González Bacallao, José Siro (1930–2021), kubanischer Geistlicher, römisch-katholischer Bischof von Pinar del Río
- González Baeza, Héctor (* 1986), spanischer Straßenradrennfahrer
- González Balcarce, Antonio (* 1774), argentinischer Offizier und Politiker
- González Balsa, Fabián (* 1968), argentinischer Geistlicher und römisch-katholischer Weihbischof in Río Gallegos
- González Barón, Ignacio (* 1983), uruguayischer Fußballspieler
- González Barrera, Diana (1993–2019), mexikanische Fußballspielerin
- Gonzalez Bassi, Glenda (* 1968), Schweizer Politikerin (SP)
- González Bastías, Jorge (1879–1950), chilenischer Lyriker
- González Bayard, Sergio Reynaldo (* 1990), kubanischer Beachvolleyballspieler
- González Bocanegra, Francisco (1824–1861), mexikanischer Lyriker
- González Bolívar, Sylvia, spanische Sängerin
- González Bravo, Luis (1811–1871), Ministerpräsident von Spanien
- González Briseño, Vicente († 1990), mexikanischer Fußballtorhüter
- González Buajasán, Jorge (* 1994), kubanischer Pianist

###### Gonzalez C
- González Cabrera Bueno, José, spanischer Seemann, Navigator und Verfasser eines seemännischen Handbuchs
- González Cabrera, Carlos (1935–2017), mexikanischer Fußballspieler
- González Camarena, Guillermo (1917–1965), mexikanischer Erfinder
- González Camarena, Jorge (1908–1980), mexikanischer Maler und Bildhauer
- González Carbonell, Rosendo (1910–1984), spanischer Kunstmaler
- González Casanova, Abraham (* 1985), spanischer Fußballspieler
- González Casanova, Pablo (1922–2023), mexikanischer Soziologe
- González Catarain, Dolores (1954–1986), spanisches Mitglied der baskischen Untergrundorganisation ETA
- González Cedrés, Luis Eduardo (* 1972), uruguayischer Geistlicher, römisch-katholischer Bischof von Mercedes
- González César, Óscar (* 1941), mexikanischer Botschafter
- González Cruchaga, Carlos (1921–2008), chilenischer Geistlicher, römisch-katholischer Bischof von Talca
- González Cuesta, Pablo (* 1968), spanischer Schriftsteller

###### Gonzalez D
- Gonzalez Daniele, Justina (* 2005), argentinische Tennisspielerin
- González Dávila, Gil (1480–1526), spanischer Entdecker und Konquistador
- González Dávila, Jesús (1940–2000), mexikanischer Schauspieler, Drehbuchautor, Dramaturg, Theater- und Filmregisseur
- González Dávila, José Luis (1942–1995), mexikanischer Fußballspieler
- González de Cardedal, Olegario (* 1934), spanischer katholischer Theologe und Priester
- González de Clavijo, Ruy († 1412), spanischer Diplomat, Autor eines zeitgenössischen Berichts über das Timuridenreich
- González de Duhalde, Hilda (* 1946), argentinische Politikerin
- González de Galdeano, Igor (* 1973), spanischer Radrennfahrer
- González de Garibay Barba, Amaia (* 1997), spanische Handballspielerin
- González de la Puebla, Rodrigo († 1525), spanischer Diplomat, Botschafter Spaniens in England (1485–1489)
- González de León, Teodoro (1926–2016), mexikanischer Architekt
- González de Mendoza y de la Torre, Roberto (1905–1996), kubanischer Botschafter
- González de Mendoza, Juan (1545–1618), Augustiner-Eremit, römisch-katholischer Bischof und Autor der ersten westlichen Geschichte Chinas
- González de Mendoza, Pedro (1428–1495), spanischer Kardinal und StaatsmannPedro González de Mendoza (1428–1495)

Pedro González de Mendoza (1428–1495)

- González de Reufels, Delia (* 1968), deutsche Neuzeithistorikerin und Hochschullehrerin
- González de Salas, José Antonio (1588–1654), spanischer Schriftsteller und Humanist
- González de Santa Cruz, Roque (1576–1628), Jesuit, Heiliger
- González de Vega, Gerardo (* 1952), spanischer Schriftsteller und Journalist
- González Díaz, Francisco (* 1966), mexikanischer Diplomat
- González Díaz, Galo (1894–1958), chilenischer Politiker
- González Durán, Hugo (* 1990), mexikanischer Fußballtorhüter
- González Durántez, Miriam (* 1968), spanische Juristin, Unternehmerin und BürgerrechtlerinMiriam González Durántez (* 1968)

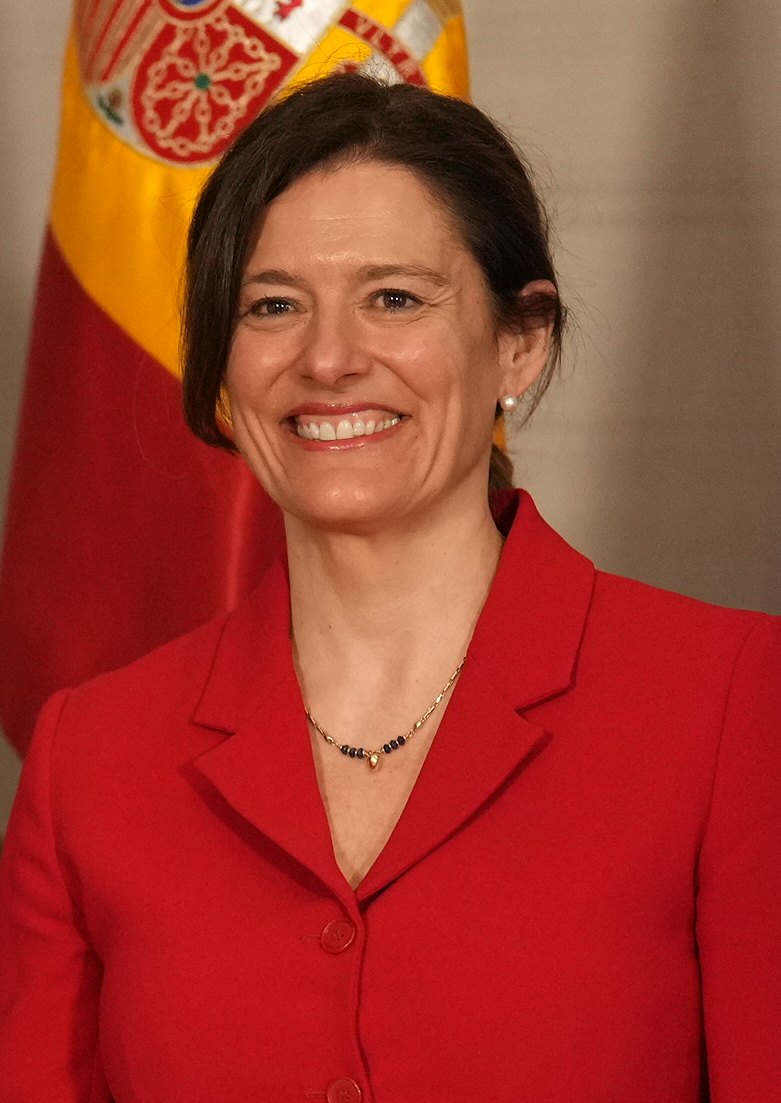
Miriam González Durántez (* 1968)

###### Gonzalez E
- González Errázuriz, Juan Ignacio (* 1956), chilenischer Geistlicher, römisch-katholischer Bischof von San Bernardo
- González Espínola, Carlos (* 1993), paraguayischer Fußballspieler
- González Estrada, Rafael (1909–1994), guatemaltekischer römisch-katholischer Geistlicher, Weihbischof in Guatemala-Stadt

###### Gonzalez F
- González Fernández, Roberto (* 1948), spanischer Kunstmaler
- González Ferreiros, Amadeu (1911–1995), spanisch-brasilianischer römisch-katholischer Ordensgeistlicher, Prälat von São Raimundo Nonato
- González Figueroa, Natalia (* 1979), argentinische Pianistin
- González Flores, Alfredo (1877–1962), Präsident Costa Ricas
- González Flores, Manuel del Refugio (1833–1893), mexikanischer Präsident

###### Gonzalez G
- González Galván, Manuel (1933–2004), mexikanischer Architekt und Künstler
- González García, Hilario (* 1965), mexikanischer Geistlicher, römisch-katholischer Bischof von Saltillo
- González García, José (* 1973), mexikanischer Schachspieler
- González García, Manuel (1877–1940), spanischer Geistlicher, Bischof von Palencia und Ordensgründer
- González Gómez, Donaciano (* 1920), mexikanischer Botschafter
- González González, Antonio (1792–1876), Ministerpräsident von Spanien
- González González, Felipe (* 1944), spanischer römisch-katholischer Ordensgeistlicher, emeritierter Apostolischer Vikar von Caroní
- González González, José Francisco (* 1966), mexikanischer Geistlicher, römisch-katholischer Erzbischof von Tuxtla Gutiérrez
- González González, José Leopoldo (* 1955), mexikanischer Geistlicher, römisch-katholischer Bischof von San Juan de los Lagos
- González González, Leopoldo (* 1950), mexikanischer Geistlicher, römisch-katholischer Erzbischof von Acapulco
- Gonzalez Gonzalez, Pedro (1925–2006), US-amerikanischer Schauspieler
- González González, Tomás (* 1968), puerto-ricanischer römisch-katholischer Geistlicher, Weihbischof in San Juan de Puerto Rico
- González González, Zulema (* 1992), spanische Fußballschiedsrichterin
- González Gortázar, Fernando (1942–2022), mexikanischer Architekt und Bildhauer

###### Gonzalez H
- González Harbour, Berna (* 1965), spanische Journalistin und Schriftstellerin
- González Hernández, Antonio (* 1966), mexikanischer Fußballspieler
- González Hernández, Francisco (* 1952), spanischer Ordensgeistlicher, emeritierter Apostolischer Vikar von Puerto Maldonado
- González Hernández, José de Jesús (* 1964), mexikanischer Ordensgeistlicher und römisch-katholischer Bischof von Chilpancingo-Chilapa
- González Holguín, Diego, spanisch-peruanischer Ordensgeistlicher, Sprachwissenschaftler

###### Gonzalez I
- González Ibarra, Miguel (1918–1991), mexikanischer Geistlicher, römisch-katholischer Bischof von Ciudad Obregón
- González Iñárritu, Alejandro (* 1963), mexikanischer Filmregisseur, Drehbuchautor und FilmproduzentAlejandro González Iñárritu (* 1963)

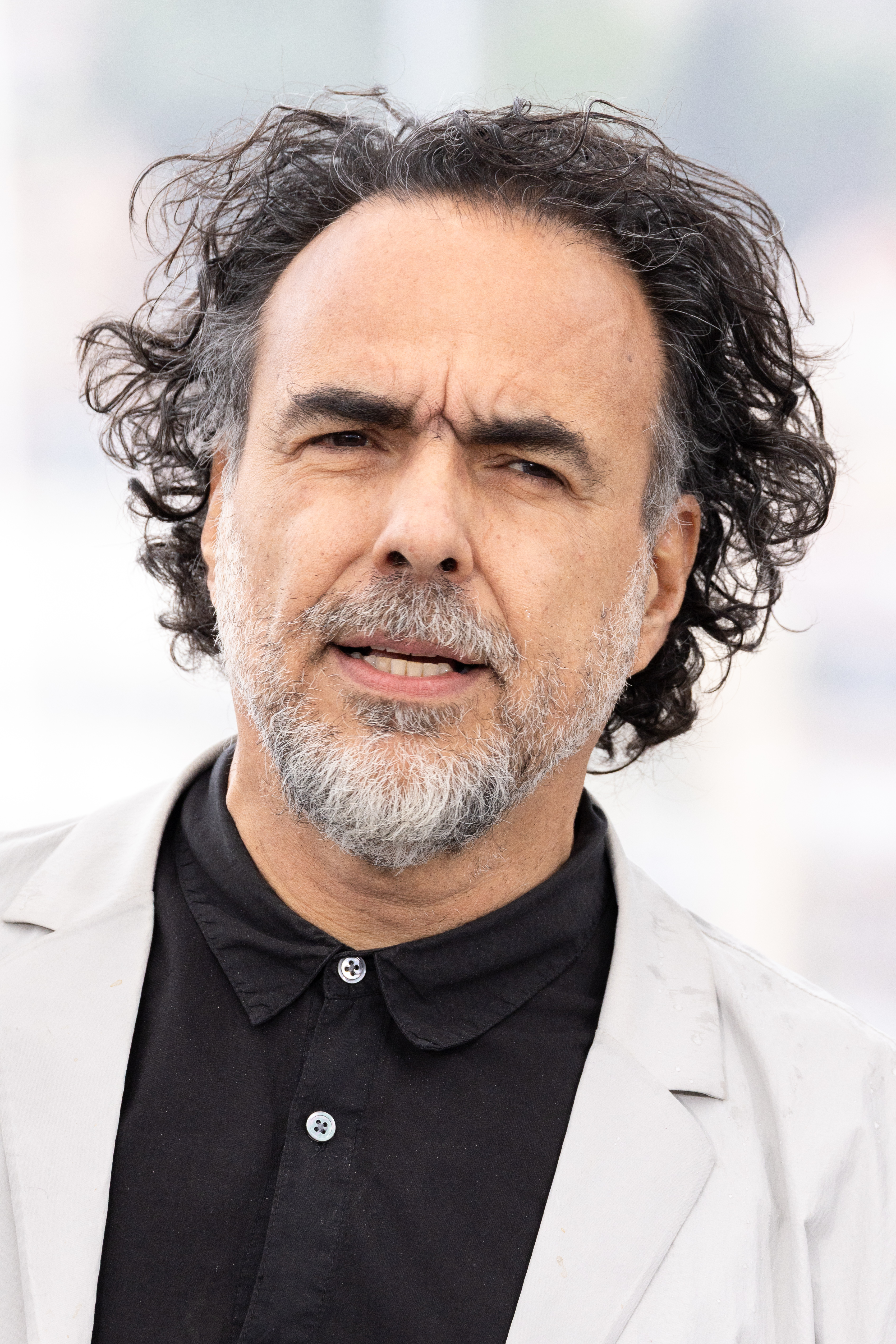
Alejandro González Iñárritu (* 1963)

###### Gonzalez J
- González Jiménez, Aitor (* 1975), spanischer RadrennfahrerAitor González Jiménez (* 1975)

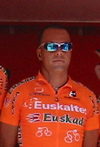
Aitor González Jiménez (* 1975)

- González Joly, José (* 1991), panamaischer Fußballspieler
- González Juárez, José Alberto (* 1967), mexikanischer Geistlicher, römisch-katholischer Bischof von Tuxtepec

###### Gonzalez L
- González Lasso, Fabián Andrés (* 1992), kolumbianischer Fußballspieler
- González Limón, Juan Manuel (* 1994), spanischer Volleyballspieler
- González Linares, José Antonio (* 1946), spanischer Radrennfahrer
- González López, Agustina (1891–1936), spanische Schriftstellerin und Künstlerin
- González López, Enrique, argentinischer Fußballspieler
- González López, Luis Arturo (1900–1965), guatemaltekischer Präsident

###### Gonzalez M
- González Macchi, Luis Ángel (* 1947), paraguayischer Politiker, Staatspräsident von Paraguay
- González Maertens, Víctor (1922–2012), chilenischer Abgeordneter und Minister
- González Mántici, Enrique (1912–1974), kubanischer Dirigent, Violinist und Komponist
- González Marco, Salvador (* 1963), spanischer Fußballspieler und -trainer
- González Marcos, Óscar (* 1982), spanischer Fußballspieler
- González Mariño, Miguel Fernando (* 1966), kolumbianischer Geistlicher, römisch-katholischer Bischof von Espinal
- González Maroto, Mariano (* 1984), spanischer Fußballspieler
- González Martín, Marcelo (1918–2004), spanischer Kardinal und Erzbischof von Toledo
- González Martínez, Héctor (* 1939), römisch-katholischer Geistlicher, emeritierter Erzbischof von Durango
- González Medina, Rubén Antonio (* 1949), puerto-ricanischer Geistlicher und römisch-katholischer Bischof von Ponce
- González Méndez, Nicanor (1864–1934), chilenischer Maler
- González Mina, Leonor (1934–2024), afrokolumbianische Musikerin und Schauspielerin
- González Mindez, Alberto (* 1996), guatemaltekischer Langstreckenläufer
- González Montero, Diego (1588–1673), chilenischer Offizier in spanischen Diensten
- González Montes, Adolfo (* 1946), spanischer Geistlicher, emeritierter römisch-katholischer Bischof von Almería
- González Moralejo, Rafael (1918–2004), spanischer Geistlicher, katholischer Bischof von Huelva
- González Morales, Felipe, chilenischer Rechtswissenschaftler und Menschenrechtsexperte
- González Morales, Salvador (* 1971), mexikanischer Geistlicher und römisch-katholischer Weihbischof in Mexiko-Stadt
- González Morales, Tomás Osvaldo (1935–2022), chilenischer Ordensgeistlicher, römisch-katholischer Bischof von Punta Arenas
- González Mosquera, Guillermo Alberto (1941–2021), kolumbianischer Politiker
- González Muñoz, Francisco Javier (* 1989), spanischer Fußballspieler

###### Gonzalez N
- González Navarro, Rogelio, mexikanischer Fußballspieler
- González Nieves, Roberto Octavio (* 1950), US-amerikanischer Geistlicher, Erzbischof von San Juan de Puerto Rico
- González Niño, Edgardo (1926–2002), venezolanischer Ethnologe

###### Gonzalez O
- González Obregón, Federico (1913–1986), mexikanischer Unternehmer und Fußballfunktionär
- González Oliva, Mariana (* 1976), argentinische Hockeyspielerin
- González Orellana, Daniel (* 2002), chilenischer Fußballspieler
- González Ortega, Jesús (1822–1881), Militär, Politiker und Gouverneur
- González Ortega, Lara (* 1992), spanische Handballspielerin

###### Gonzalez P
- González Pacheco, Rodolfo (1882–1949), argentinischer Anarchist, Journalist und Schriftsteller
- González Palmer, Eduardo (1934–2022), mexikanischer Fußballspieler
- González Parás, José Natividad (* 1949), mexikanischer Politiker, Gouverneur des mexikanischen Bundesstaates Nuevo León
- González Parrodi, Carlos (* 1923), mexikanischer Botschafter
- Gonzalez Pasterski, Sabrina (* 1993), US-amerikanische PhysikerinSabrina Gonzalez Pasterski (* 1993)

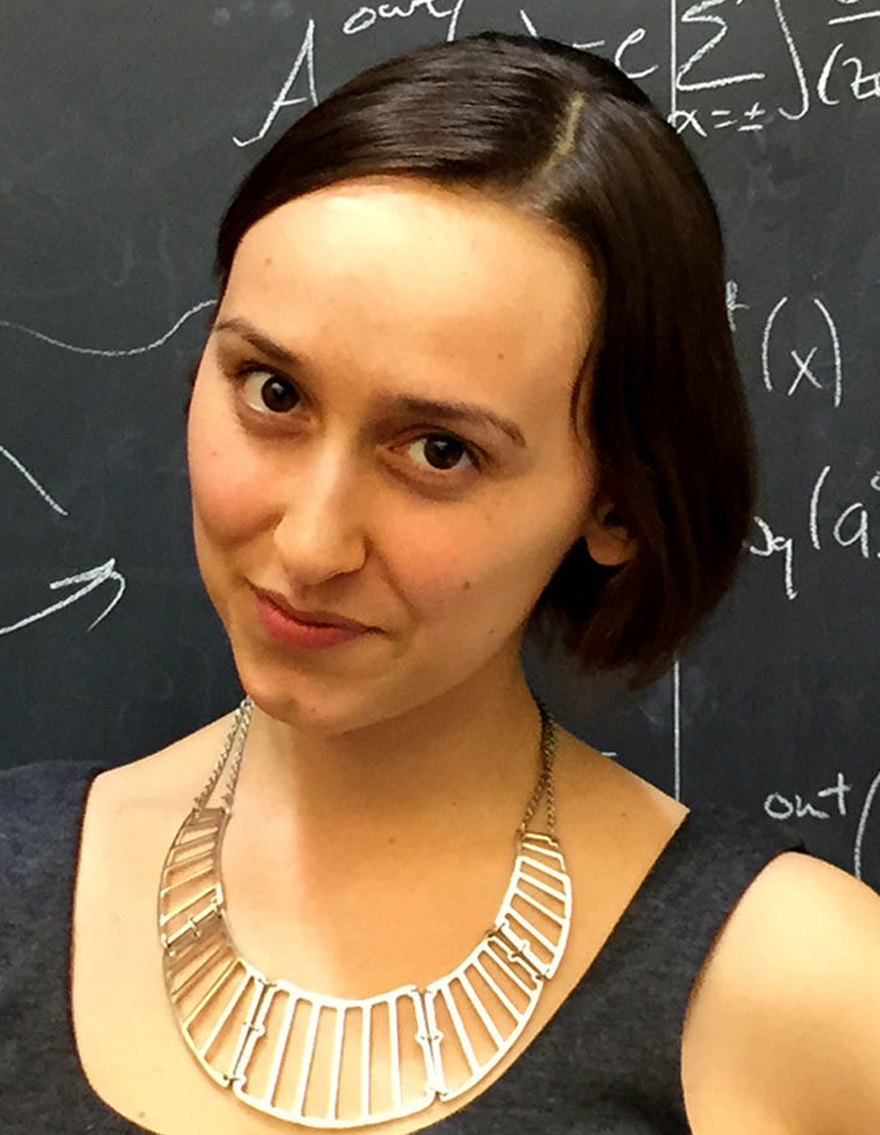
Sabrina Gonzalez Pasterski (* 1993)

- González Paul, Francisco, mexikanischer Unternehmer und Fußballfunktionär
- González Paz, David (* 1997), spanischer Fußballspieler
- González Pecotche, Carlos Bernardo (1901–1963), argentinischer Schriftsteller und Denker
- González Pérez, Pablo Modesto (* 1959), venezolanischer Ordensgeistlicher, römisch-katholischer Bischof von La Guaira
- González Pérez, Yoanka (* 1976), kubanische Radrennfahrerin
- González Pons, Esteban (* 1964), spanischer Politiker (Partido Popular), MdEP
- González Portillo, Santiago (1818–1887), Präsident von El Salvador
- González Prada, Manuel (1844–1918), peruanischer Politiker, Literaturwissenschaftler, Anarchist und Schriftsteller

###### Gonzalez Q
- González Quirós, José Luis (* 1947), spanischer Philosoph und Politiker

###### Gonzalez R
- González Racero, Sofía (* 2001), spanische Beachvolleyballspielerin
- González Ramírez, Rafael Ángel (1916–2007), venezolanischer Geistlicher, Bischof von Barinas
- González Ramírez, Salvador (1832–1882), Präsident Costa Ricas
- González Ramos, Consuelo (1877–1956), spanische Journalistin, Krankenschwester und Feministin
- González Ramos, Francisco (* 1958), mexikanischer Geistlicher und römisch-katholischer Bischof von Izcalli
- González Ramos, María del Carmen (1834–1899), spanische Ordensgründerin und Selige
- González Reyna, Jorge (1920–1969), mexikanischer Architekt
- González Rissotto, Rodolfo (1949–2020), uruguayischer Politiker
- González Rivera, Tomás (* 1963), spanischer Fußballspieler
- González Rocha, Rubén (* 1982), spanischer Fußballspieler
- González Rodríguez, Francisco (* 1944), spanischer Bankier
- González Rodríguez, José Trinidad (1943–2024), mexikanischer römisch-katholischer Geistlicher, Weihbischof in Guadalajara
- González Rubio, Mateo José (1778–1845), kolumbianischer römisch-katholischer Geistlicher und Weihbischof in Popayán

###### Gonzalez S
- González Sáenz, Leopoldo (1924–2013), mexikanischer Politiker
- González Salazar, Roque Antonio (1931–2015), mexikanischer Botschafter
- González Saldaña, Adolfo (1928–1975), mexikanischer Fußballtorwart
- González Saldaña, Pablo (1915–1994), mexikanischer Fußballspieler
- González Sánchez, Antonio (* 1947), mexikanischer Geistlicher und emeritierter römisch-katholischer Bischof von Ciudad Victoria
- González Sánchez, Arturo (* 1936), mexikanischer Botschafter
- González Sánchez, Eulises (* 1938), kolumbianischer Geistlicher, emeritierter Apostolischer Vikar von San Andrés y Providencia
- González Sandoval, Juan Manuel (* 1964), mexikanischer Ordensgeistlicher und römisch-katholischer Bischof von Tarahumara
- González Soriano, Sergio (* 1976), spanischer Fußballspieler
- González Suárez, Federico (1844–1917), ecuadorianischer Historiker und Bischof
- González Suárez, Miguel Ángel (* 1947), spanischer Fußballspieler

###### Gonzalez T
- González Tahuilán, Alfredo (* 1980), mexikanischer Fußballspieler
- González Taush, Miguel (* 1907), mexikanischer Botschafter
- González Teijón, Javier (* 1996), spanischer Handballspieler
- González Téllez, Efraín (1933–1965), kolumbianischer Bandolero
- González Tuñón, Enrique (1901–1943), argentinischer Schriftsteller
- González Tuñón, Raúl (1905–1974), argentinischer Journalist und Schriftsteller

###### Gonzalez U
- González Unciti, Xavier (* 2004), spanischer Handballspieler

###### Gonzalez V
- González Valenzuela, Manuel Antonio (* 1783), chilenischer Präsident
- González Valer, Francisco (1939–2024), spanischer römisch-katholischer Ordensgeistlicher, Weihbischof in Washington
- González Valerio, María Antonia (* 1977), mexikanische Philosophin
- González Vázquez, Bernardino (* 1966), spanischer Fußballschiedsrichter
- González Velázquez, Antonio (1723–1793), spanischer Maler
- González Vera, Pedro (* 1967), chilenischer Fußballspieler
- González Vidal, Yuri (* 1981), kubanischer Schachspieler
- González Videla, Gabriel (1898–1980), chilenischer Politiker, Präsident Chiles (1946–1952)Gabriel González Videla (1898–1980)

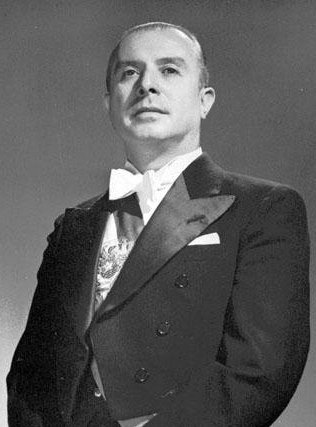
Gabriel González Videla (1898–1980)

- González Villa, Óscar (1949–2015), kolumbianischer Geistlicher
- González Villaseñor, Manuel (* 1963), mexikanischer römisch-katholischer Geistlicher und Weihbischof in Guadalajara
- González Víquez, Cleto (1858–1937), Präsident Costa Ricas
- González von Marées, Jorge (1900–1962), chilenischer Politiker

###### Gonzalez Y
- González y Arias, Francisco María (1874–1946), mexikanischer Geistlicher, römisch-katholischer Bischof von Cuernavaca
- González y Díaz Tuñón, Zeferino (1831–1894), spanischer Dominikaner, Philosoph und Kardinal
- González y Estrada, Pedro Ladislao (1866–1937), kubanischer römisch-katholischer Geistlicher und Erzbischof von San Cristóbal de la Habana
- González y Pérez, Nicolás (1869–1935), katholischer Bischof

###### Gonzalez Z
- González Zamora, Juan Carlos (* 1968), kubanischer Schachspieler
- González Zumárraga, Antonio (1925–2008), ecuadorianischer Geistlicher, emeritierter Erzbischof von Quito und Kardinal der römisch-katholischen Kirche

###### Gonzalez, A
- González, Adolfo (* 1962), mexikanischer Bogenschütze
- Gonzalez, Adonis (* 1994), österreichischer Handballspieler
- González, Adrián (* 1976), argentinischer Fußballspieler
- González, Adrián (* 1988), spanischer Fußballspieler
- González, Adriana (* 1991), guatemaltekische Opernsängerin (Sopran)
- González, Agustín (1900–1985), mexikanischer Fußballspieler
- González, Agustín (1930–2005), spanischer Schauspieler
- González, Alberto (1922–2003), paraguayischer Fußballspieler
- González, Alberto (* 1998), sspanischer Hammerwerfer
- González, Alberto Mario (1941–2023), argentinischer Fußballspieler
- Gonzalez, Aldo (* 1974), US-amerikanischer Schauspieler
- González, Aldo (* 1984), bolivianischer Leichtathlet
- González, Alegna (* 1999), mexikanische Leichtathletin
- González, Alejandro (* 1973), mexikanischer Boxer
- González, Alejandro (* 1977), chilenischer Fußballspieler
- González, Alejandro (* 1988), uruguayischer Fußballspieler
- González, Alejandro (* 1989), kolumbianischer Tennisspieler
- González, Alejandro junior (1993–2016), mexikanischer Boxer
- Gonzalez, Alex (* 1951), französischer Mittel- und Langstreckenläufer
- González, Alexander (* 1979), kolumbianischer Bahn- und Straßenradrennfahrer
- González, Alexis (* 1981), argentinischer Volleyballspieler
- González, Alison (* 2002), mexikanische Fußballspielerin
- González, Álvaro (* 1973), uruguayischer Fußballspieler
- González, Álvaro (* 1984), uruguayisch-italienischer Fußballspieler
- González, Álvaro (* 1990), spanischer Fußballspieler
- González, Américo (1925–1970), uruguayischer Moderner Fünfkämpfer
- González, Ana Isabella (* 2005), salvadorianische Leichtathletin
- González, Ana María (1920–1983), mexikanische Sängerin
- González, Anabel (* 1963), costa-ricanische Diplomation, Ministerin und stellvertretende Generaldirektorin der Welthandelsorganisation
- González, Andreé (* 1975), venezolanischer Fußballspieler
- González, Andrés (* 1984), kolumbianischer Fußballspieler
- González, Andy (1951–2020), US-amerikanischer Bassist des Latin Jazz
- González, Andy (* 1987), kubanischer Mittelstreckenläufer
- González, Ángel (* 2003), paraguayischer Fußballtorhüter
- González, Angie (* 1981), venezolanische Radsportlerin
- González, Aníbal (* 1963), chilenischer Fußballspieler
- Gonzalez, Anthony (* 1984), US-amerikanischer Politiker und ehemaliger American-Football-Spieler
- González, Antonio Camilo (* 1938), dominikanischer römisch-katholischer Bischof
- González, Araceli (* 1967), argentinische Filmschauspielerin, Model und Moderatorin
- González, Arancha (* 1969), spanische Außenministerin, Ökonomin und ehemalige UN-Funktionärin
- González, Arístides (* 1961), puerto-ricanischer Boxer
- González, Armando, paraguayischer Fußballspieler
- González, Armando (1931–2022), spanischer Steuermann im Rudern
- González, Armando (* 1940), uruguayischer Leichtathlet
- González, Armando (* 1968), mexikanischer Fußballspieler
- González, Armando (* 2003), mexikanischer Fußballspieler
- González, Arnaldo (* 1986), venezolanischer multidisziplinärer Künstler und visueller Designer
- González, Arnoldo, mexikanischer Fußballspieler
- González, Asley (* 1989), kubanischer Judoka
- González, Aurelio, chilenischer Fußballspieler
- González, Aurelio (1905–1997), paraguayischer Fußballspieler
- Gonzalez, Avelino J., US-amerikanischer Elektroingenieur und Hochschullehrer

###### Gonzalez, B
- González, Beatriz (* 1938), kolumbianische Malerin
- González, Beatriz (* 2001), spanische Padelspielerin
- Gonzalez, Benito, US-amerikanischer Jazzmusiker (Piano)
- González, Benjamín (* 1958), spanischer Sprinter und Mittelstreckenläufer
- González, Bernardo (1969–2000), spanischer Radrennfahrer
- González, Betulio (* 1949), venezolanischer Boxer
- González, Boris (* 1980), chilenischer Fußballspieler
- González, Bryan (* 2003), mexikanischer Fußballspieler

###### Gonzalez, C
- González, Carlos (* 1955), spanischer Jazzmusiker und Radiomoderator
- González, Carlos (* 1972), mexikanischer Boxer
- González, Carlos (* 1994), chilenischer Fußballspieler
- González, Carlos Alcides (* 1963), argentinischer Fußballspieler und -trainer
- González, Carlos Humberto (* 1977), mexikanischer Fußballspieler und -trainer
- González, Carmelo (* 1983), spanischer Fußballspieler
- González, Carolina, chilenische Fußballschiedsrichterin
- González, Celina (1929–2015), kubanische Liedermacherin
- González, Celio (1924–2004), kubanischer Sänger
- González, Cesáreo (1903–1968), spanischer Filmproduzent
- Gonzalez, Charlie (* 1945), US-amerikanischer Politiker
- González, Cheíto (1935–1962), puerto-ricanischer Sänger, Gitarrist und Komponist
- Gonzalez, Christian (* 2002), US-amerikanischer American-Football-SpielerChristian Gonzalez (* 2002)

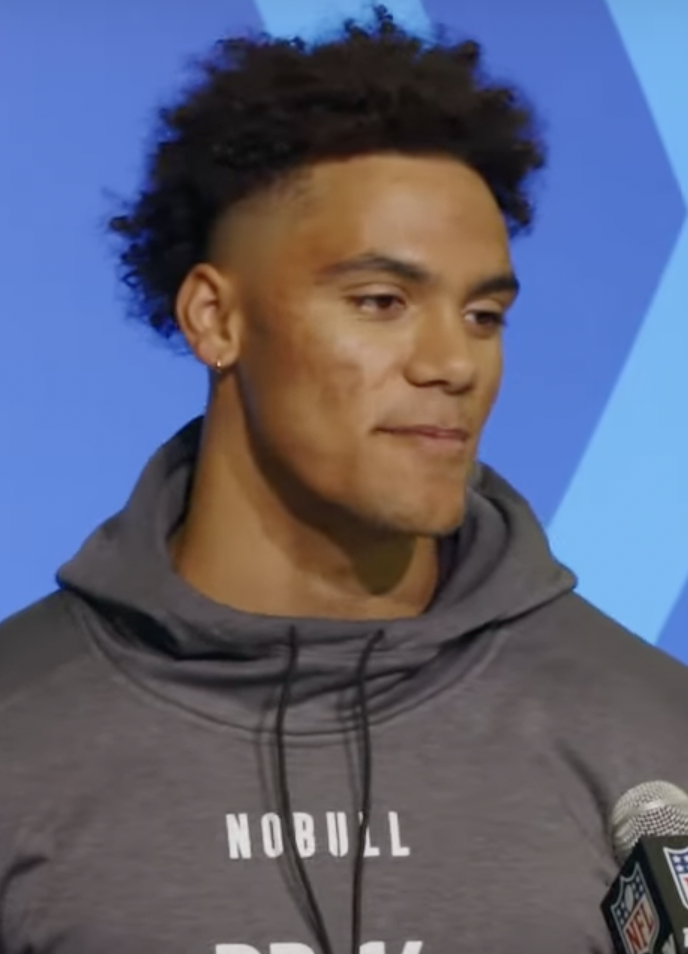
Christian Gonzalez (* 2002)

- González, Christopher (1943–2008), puertoricanisch-jamaikanischer expressionistischer Bildhauer und Maler
- González, Clara (1898–1990), panamaische Richterin und Hochschullehrerin
- González, Consuelo (* 1950), kolumbianische Politikerin
- González, Cristián (1940–2020), chilenischer Fußballspieler
- González, Cristian (* 1976), uruguayischer Fußballspieler
- González, Cristian (* 1996), uruguayischer Fußballspieler
- González, Cynthia (* 1992), mexikanische Badmintonspielerin

###### Gonzalez, D
- González, Damián (* 1993), uruguayischer Fußballspieler
- González, Daniel (1953–1985), uruguayischer Fußballspieler
- González, Daniel (* 1984), chilenischer Fußballspieler
- González, Dany (* 1985), uruguayischer Fußballspieler
- González, David (* 1982), kolumbianischer Fußballtorhüter
- González, David (* 2003), spanischer Hochspringer
- González, Dayramir (* 1983), kubanischer Jazzmusiker (Piano, Komposition)
- González, Dennis (1954–2022), US-amerikanischer Jazzmusiker
- González, Derlis (* 1994), paraguayischer Fußballspieler
- González, Diego (* 1996), uruguayischer Fußballspieler
- González, Diego (* 1997), uruguayischer Fußballspieler
- González, Diego (* 2003), puerto-ricanischer Leichtathlet
- González, Domingo (* 1970), mexikanischer Radrennfahrer
- González, Driulis (* 1973), kubanische Judoka

###### Gonzalez, E
- González, Edgardo (1936–2007), uruguayischer Fußballspieler
- González, Edith (1964–2019), mexikanische Schauspielerin und Tänzerin
- González, Edmundo (* 1949), venezolanischer Diplomat, Politiker und Analyst
- González, Eduardo, peruanischer Soziologe und Übergangsjustizexperte
- González, Eiza (* 1990), mexikanische Schauspielerin, Sängerin und ModelEiza González (* 1990)

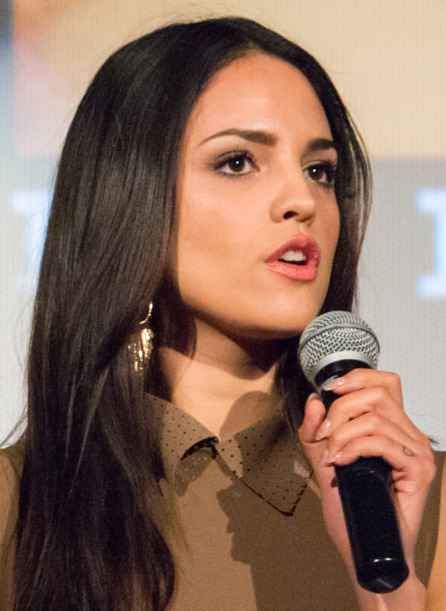
Eiza González (* 1990)

- González, Elián (* 1993), kubanischer Politiker und ehemaliger Flüchtling
- González, Emanuel (* 1996), uruguayischer Fußballspieler
- González, Emeterio (* 1973), kubanischer Speerwerfer
- González, Emiliano (* 1969), andorranischer Fußballspieler
- González, Enrique, chilenischer Fußballspieler
- González, Enso (* 2005), paraguayischer Fußballspieler
- González, Esteban (* 1991), uruguayischer Fußballspieler
- González, Esteban Nicolás (* 1978), argentinischer Fußballspieler und -trainer
- González, Esther (* 1992), spanische Fußballspielerin
- González, Ethyan (* 2002), spanischer Fußballspieler
- González, Eva (* 1980), spanische Schauspielerin, Fernsehmoderatorin
- González, Everardo, mexikanischer Filmregisseur, Produzent und Kameramann
- González, Ezequiel (* 1980), argentinischer Fußballspieler

###### Gonzalez, F
- González, Fabrizio, uruguayischer Pokerspieler
- González, Felipe (* 1942), spanischer Rechtsanwalt und Politiker, Ministerpräsident (1982–1996)Felipe González (* 1942)

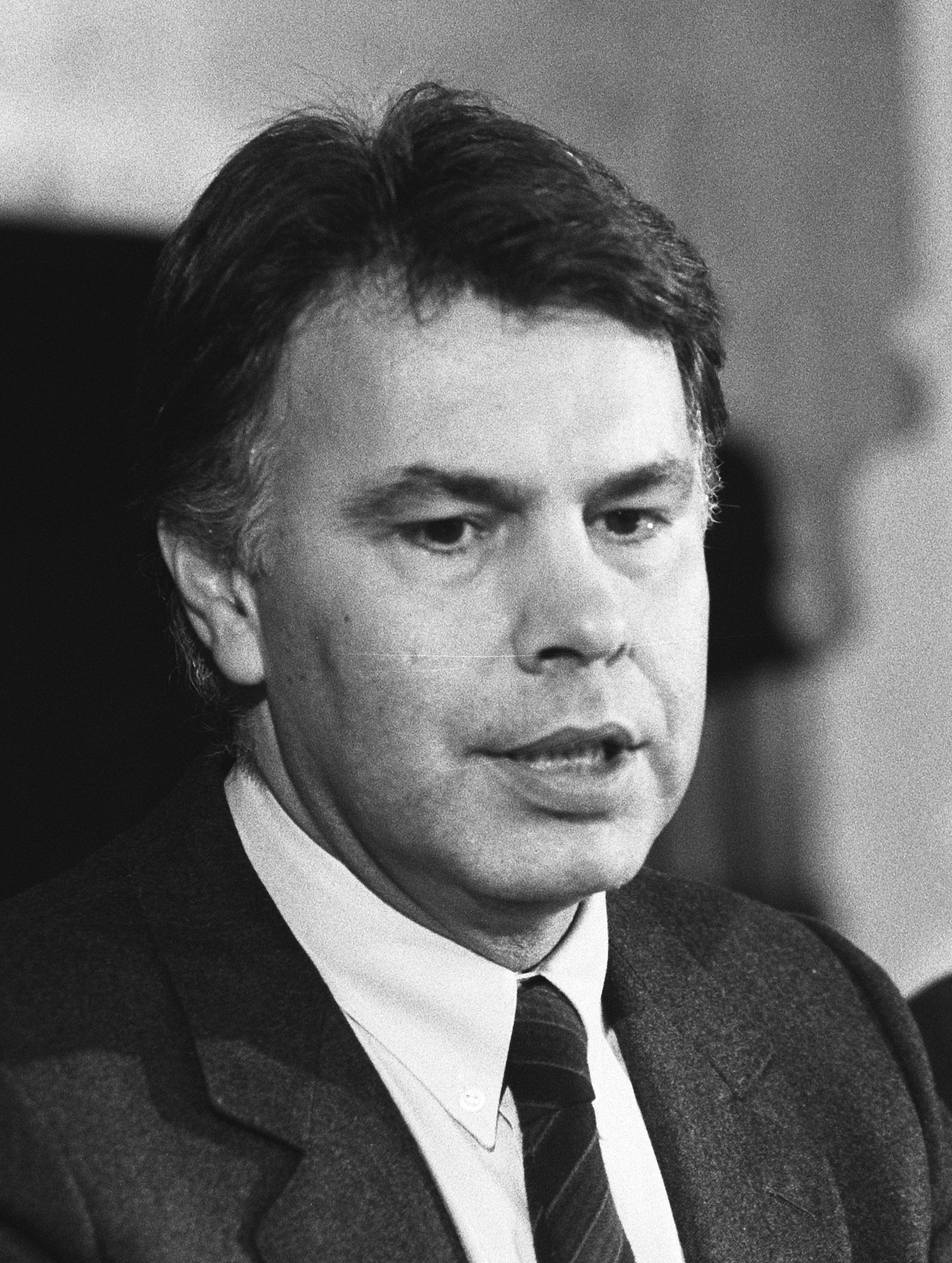
Felipe González (* 1942)

- González, Fermín (* 1999), bolivianischer Mittelstreckenläufer
- González, Fernán († 970), erster von León unabhängiger Graf Kastiliens
- González, Fernando (* 1980), chilenischer Tennisspieler
- González, Fernando Rubén (* 1994), mexikanischer Fußballspieler
- González, Fran (* 2005), spanischer Fußballtorwart
- González, Francia (* 1986), mexikanische Fußballschiedsrichterin
- Gonzalez, Francis (* 1952), französischer Mittel- und Langstreckenläufer
- González, Francisco (* 1955), paraguayischer Tennisspieler
- González, Francisco (* 2001), argentinischer Fußballspieler
- González, Francisco Javier (* 1969), spanischer Fußballspieler
- González, Freddy (* 1977), venezolanischer Mittel- und Langstreckenläufer
- González, Fredy (* 1975), kolumbianischer Radrennfahrer

###### Gonzalez, G
- González, Gabriela (* 1965), argentinisch-US-amerikanische Physikerin
- González, Gastón (* 1995), spanischer Eishockeyspieler
- González, Gerardo (* 1966), mexikanischer Fußballspieler
- González, Giancarlo (* 1988), costa-ricanischer Fußballspieler
- González, Giant (1966–2010), argentinischer Wrestler und Basketballspieler
- González, Gio (* 1985), US-amerikanischer Baseballspieler
- González, Giovanni (* 1994), uruguayischer Fußballspieler
- González, Gonzalo (* 1993), uruguayischer Fußballspieler
- González, Gorka (* 1977), spanischer Radrennfahrer
- González, Grimaldo (1922–2007), peruanischer Fußballspieler
- González, Griselda (* 1965), spanische Langstreckenläuferin argentinischer Herkunft
- González, Guillermo (* 1945), spanischer Pianist und Musikpädagoge
- Gonzalez, Guillermo (* 1963), US-amerikanischer Astrophysiker

###### Gonzalez, H
- González, Hamblin, nicaraguanischer Radrennfahrer
- González, Héctor (1937–2015), kolumbianischer Fußballspieler
- González, Héctor (* 1977), venezolanischer Fußballspieler
- Gonzalez, Henry B. (1916–2000), US-amerikanischer Politiker
- González, Hilario (1920–1999), kubanischer Komponist, Pianist, Musikwissenschaftler und -pädagoge
- González, Hugo (* 1963), chilenischer Fußballspieler
- González, Hugo (* 1999), spanischer Schwimmer
- González, Hugo (* 2006), spanischer Basketballspieler
- González, Humberly (* 1992), kanadische SchauspielerinHumberly González (* 1992)

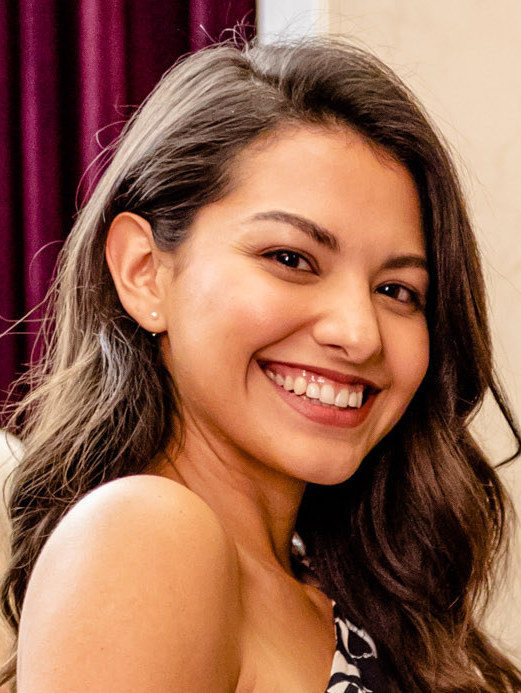
Humberly González (* 1992)

- González, Humberto (* 1966), mexikanischer Halbfliegengewichtsboxer
- González, Humberto (* 1970), mexikanischer Fußballspieler

###### Gonzalez, I
- González, Ignacio (* 1989), chilenischer Fußballspieler
- González, Ignacio (* 1993), uruguayischer Fußballspieler
- González, Ignacio María (1838–1915), Präsident der Dominikanischen Republik
- González, Ignacio María (* 1982), uruguayischer Fußballspieler
- González, Irene (* 1996), spanische Wasserballspielerin
- González, Israel (* 1975), spanischer Basketballtrainer
- González, Iván (* 1988), spanischer Fußballspieler
- González, Iván Darío (* 1987), kolumbianischer Langstreckenläufer

###### Gonzalez, J
- González, Jaime (1938–1985), kolumbianischer Fußballspieler
- González, Jaime (* 1977), chilenischer Fußballspieler
- González, Javier (* 1979), kolumbianischer Straßenradrennfahrer
- Gonzalez, JC (* 1990), kolumbianischer Schauspieler und Singer-Songwriter
- González, Jennifer (* 1990), chilenische Langstreckenläuferin
- González, Jenniffer (* 1976), US-amerikanische Politikerin der Republikanischen ParteiJenniffer González (* 1976)

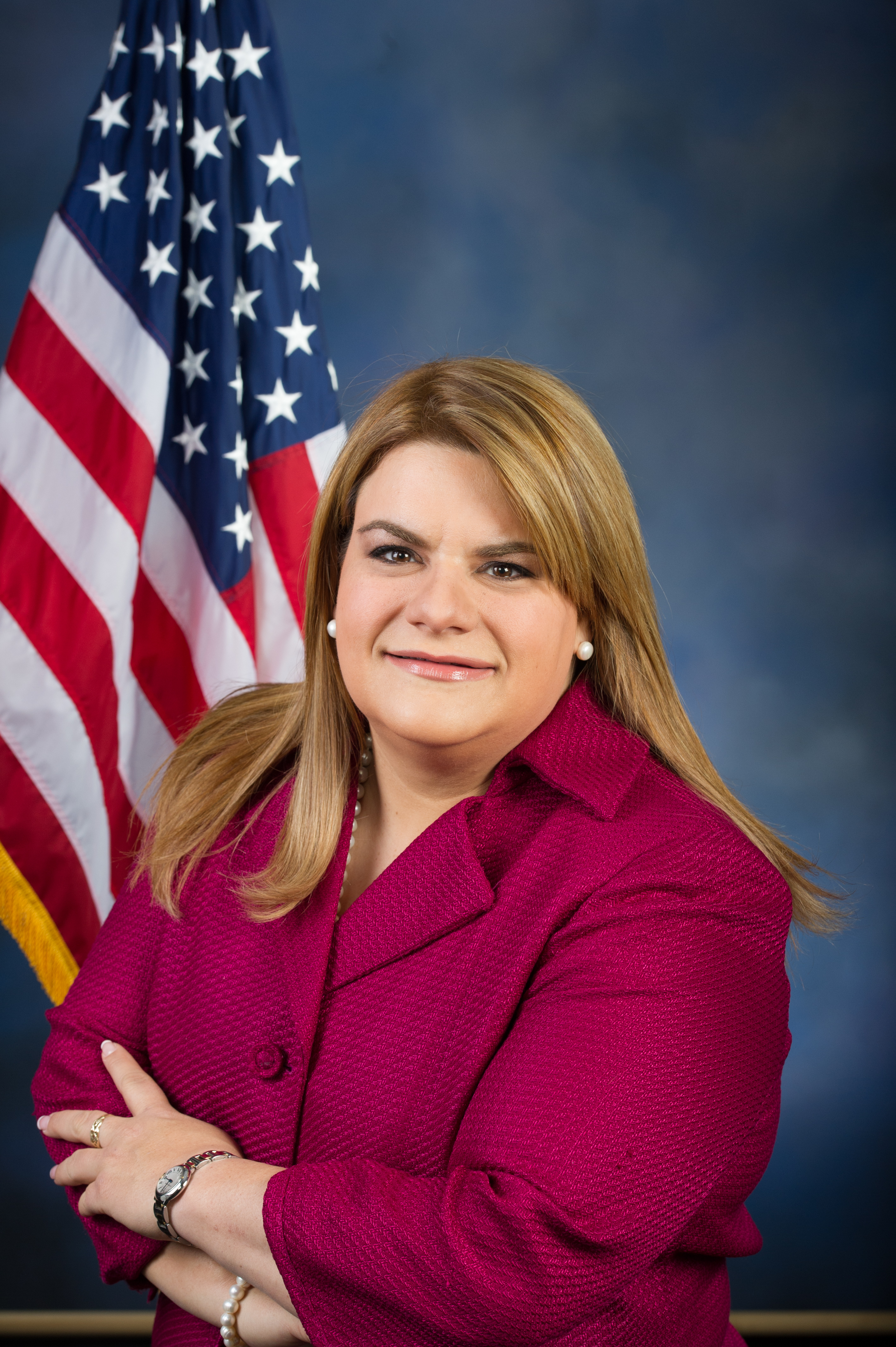
Jenniffer González (* 1976)

- Gonzalez, Jerry (1949–2018), US-amerikanischer Trompeter, Flügelhornist, und Perkussionist des Latin Jazz
- González, Jesse (* 1995), mexikanischer Fußballspieler
- González, Jesús Fernández (* 1955), spanischer Geistlicher und römisch-katholischer Bischof von Córdoba
- González, Jhonny (* 1981), mexikanischer Boxer
- Gonzalez, João (* 1996), portugiesischer Filmregisseur und Animator
- González, Joaquín Victor (1863–1923), argentinischer Politiker und Schriftsteller
- González, Joel (* 1989), spanischer Taekwondoin
- González, Johannes († 1479), Mönch, Mystiker und Heiliger der römisch-katholischen Kirche
- González, Jonathan (* 1999), mexikanischer Fußballspieler
- González, Jorge (* 1952), puerto-ricanischer Marathonläufer
- González, Jorge (* 1967), kubanisch-deutscher Choreograph und ModelJorge González (* 1967)

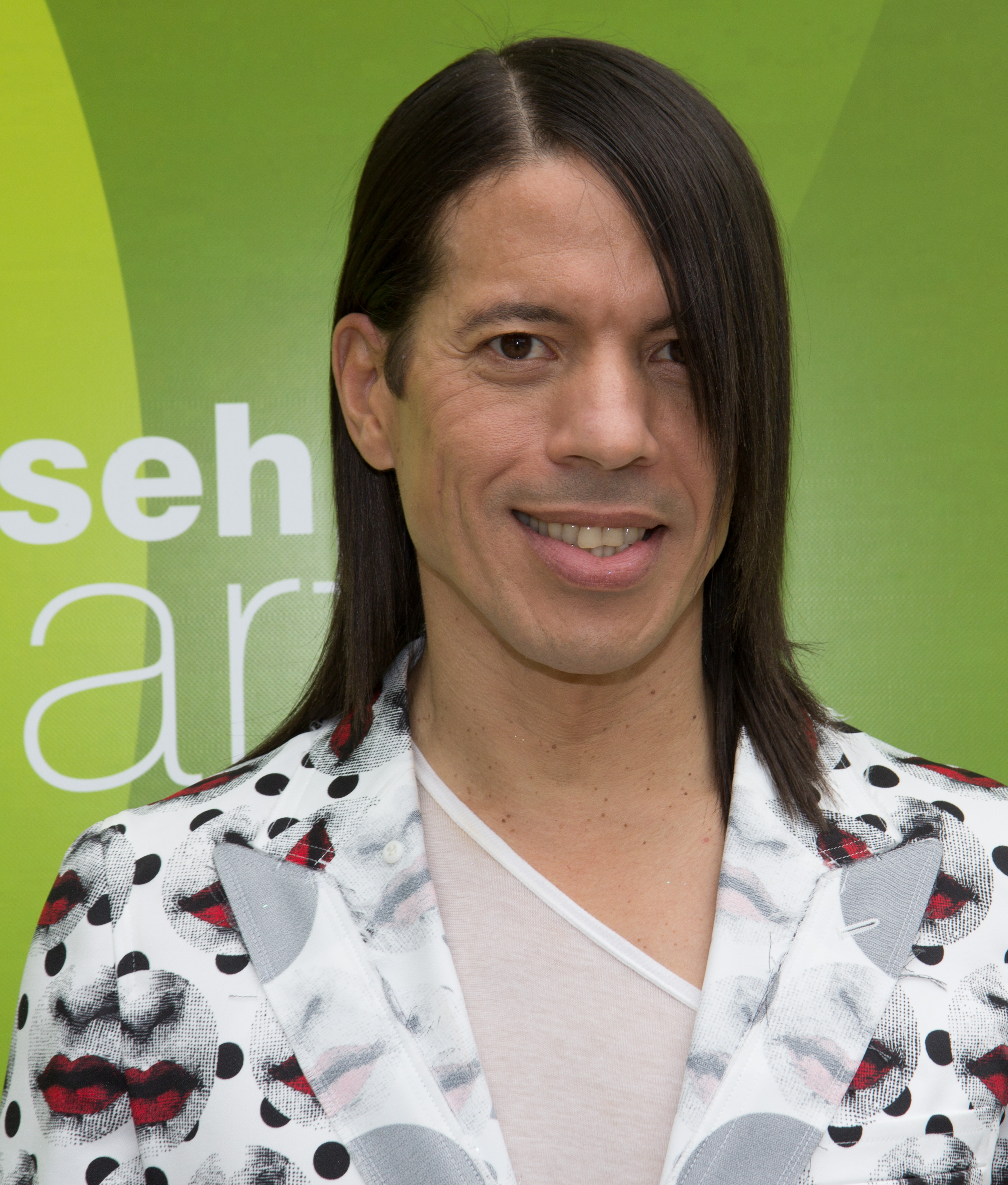
Jorge González (* 1967)

- González, Jorge (* 1992), uruguayischer Fußballspieler
- González, Jorge Luis (* 1964), kubanischer Schwergewichtsboxer
- González, José (* 1939), chilenischer Fußballspieler
- González, José (* 1978), schwedischer Sänger und Songwriter
- González, José (* 1995), dominikanischer Sprinter
- González, José Daniel (* 1994), venezolanischer Leichtathlet
- González, José de Jesús (* 1998), mexikanischer Fußballspieler
- González, José de Jesús López y (1872–1950), mexikanischer Geistlicher, römisch-katholischer Bischof von Aguascalientes
- González, José Froilán (1922–2013), argentinischer Formel-1-Rennfahrer
- González, José Jaime (* 1968), kolumbianischer Radrennfahrer
- González, José Luis (* 1957), spanischer Mittel- und Langstreckenläufer
- González, José Mauricio (* 1988), kolumbianischer Langstreckenläufer
- González, Juan, mexikanischer Fußballspieler
- González, Juan (* 1972), andorranischer Radrennfahrer
- González, Juan (* 1975), chilenischer Fußballspieler
- Gonzalez, Juan (* 1993), mexikanisch-amerikanischer YouTuber und Vlogger
- González, Juan Carlos (1924–2010), uruguayischer Fußballspieler
- González, Juan Carlos (* 1968), chilenischer Fußballspieler
- González, Juan de Marcos (* 1954), kubanischer Sänger, Arrangeur und ProduzentJuan de Marcos González (* 1954)

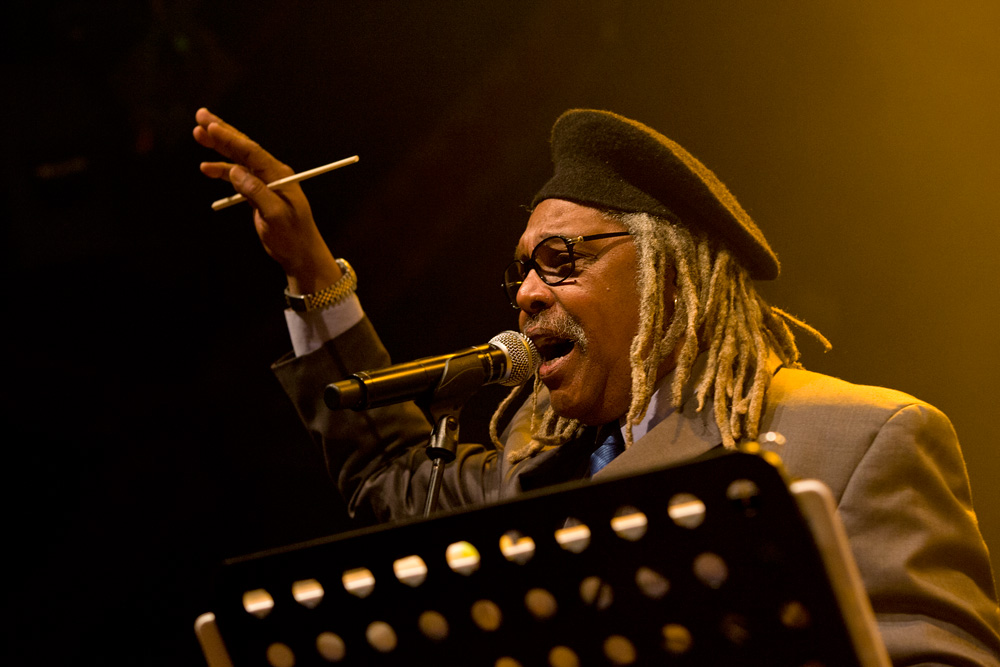
Juan de Marcos González (* 1954)

- González, Juan Francisco (1853–1933), chilenischer Maler
- González, Juan Ignacio (* 1984), mexikanischer Fußballspieler
- González, Juan Jorge (* 1992), bolivianischer Langstreckenläufer
- González, Juan Luis (* 1974), chilenischer Fußballspieler
- González, Juan Natalicio (1897–1966), paraguayischer Schriftsteller, Diplomat und Politiker
- González, Julio (1876–1942), spanischer Bildhauer
- González, Julio (1976–2012), mexikanischer Boxer
- González, Julio (* 1981), paraguayischer Fußballspieler

###### Gonzalez, K
- González, Karol (* 1989), kolumbianische Squashspielerin
- González, Kattya (* 1977), paraguayische Politikerin, Mitglied der Abgeordnetenkammer und Senatorin
- González, Kily (* 1974), argentinischer Fußballspieler

###### Gonzalez, L
- Gonzalez, Lélia (1935–1994), brasilianische Bürgerrechtlerin afrobrasilianischer Frauen, Hochschullehrerin und Feministin
- González, Leodán (* 1983), uruguayischer Fußballschiedsrichter
- González, Leonardo (* 1980), costa-ricanischer Fußballspieler
- González, Leticia (* 1971), spanische Chemikerin
- González, Lorenzo (* 2000), schweizerisch-spanischer Fussballspieler
- González, Lucho, argentinischer Gitarrist und Sänger
- González, Luis (* 1945), costa-ricanischer Bogenschütze
- González, Luis (* 1981), argentinischer FußballspielerLuis González (* 1981)

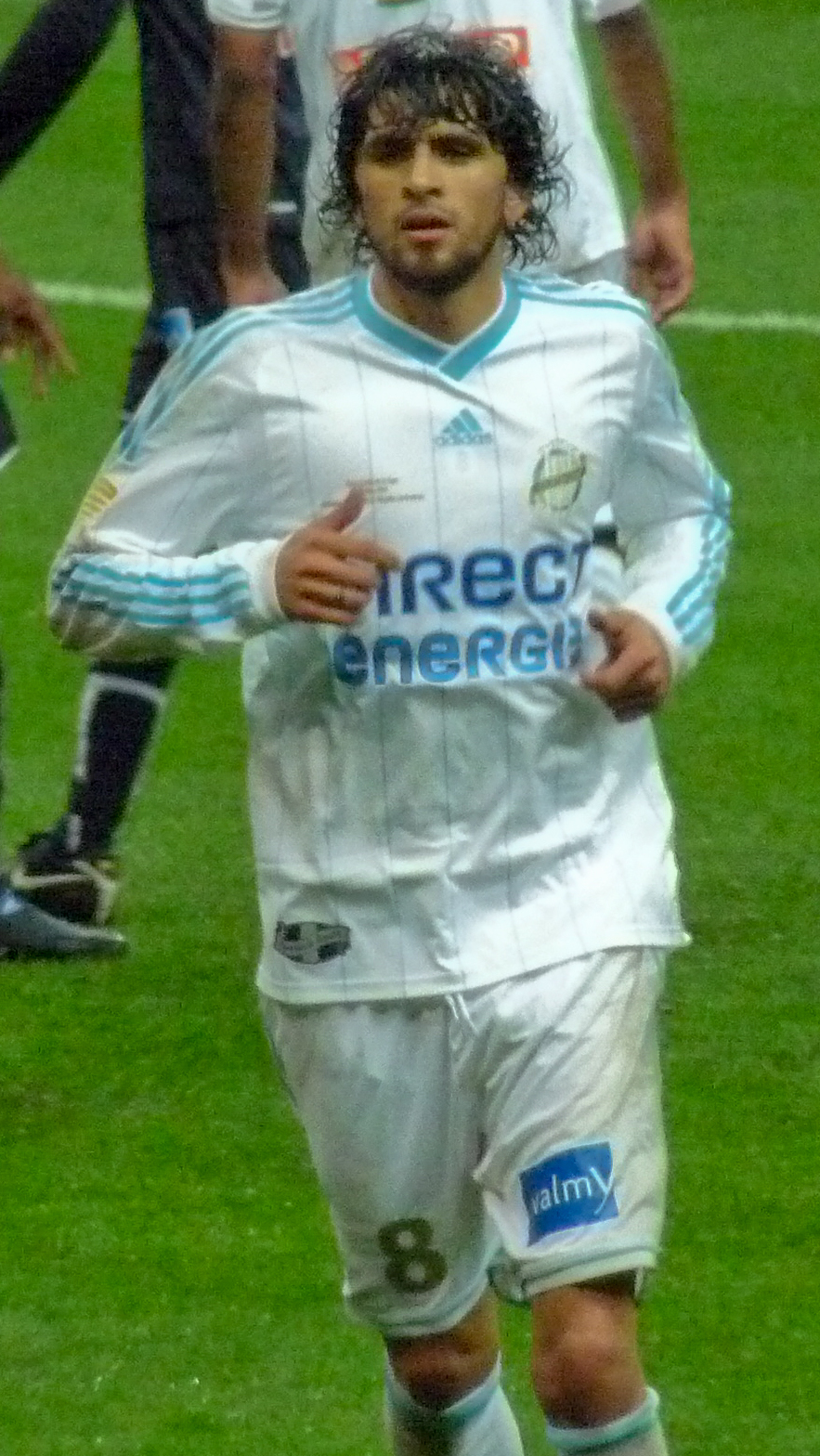
Luis González (* 1981)

- González, Luis Alberto (* 1965), kolumbianischer Radrennfahrer
- González, Luis David (* 1988), mexikanischer Eishockeyspieler
- González, Luis Ignacio (* 1980), mexikanischer Fußballspieler
- González, Luis Javier (* 1969), spanischer Mittelstreckenläufer
- González, Luis Jorge (1936–2016), argentinischer Komponist und Musikpädagoge
- González, Luisa (* 1977), ecuadorianische Politikerin und Rechtsanwältin

###### Gonzalez, M
- González, Mágico (* 1958), salvadorianischer Fußballspieler
- González, Manuel (* 2002), spanischer MotorradrennfahrerManuel González (* 2002)

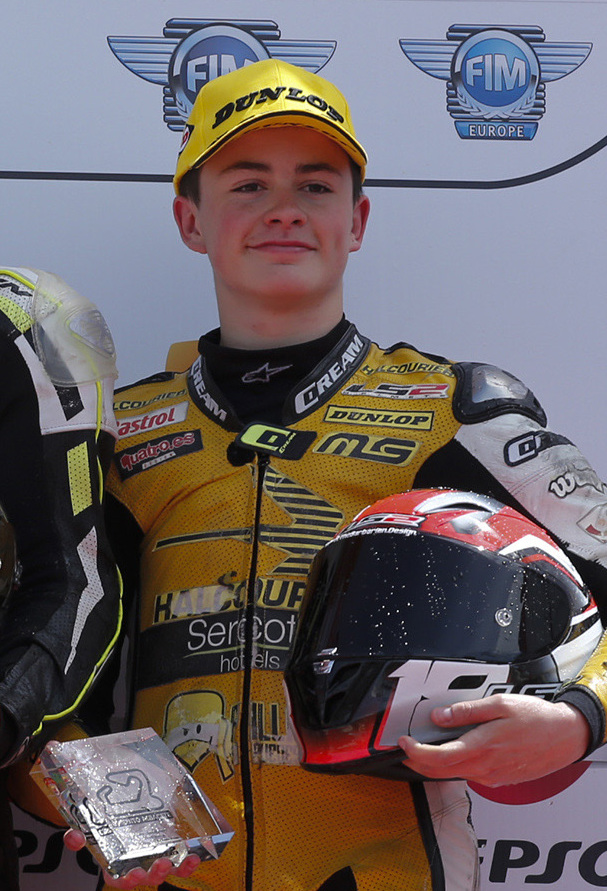
Manuel González (* 2002)

- González, Marcelo (* 1977), uruguayischer Fußballspieler
- González, Marcelo (* 1988), uruguayischer Fußballspieler
- González, Marco (* 1986), chilenischer Fußballspieler
- González, Marcos (* 1990), uruguayischer Fußballspieler
- González, Marcos Andrés (* 1980), chilenischer Fußballspieler
- González, Marcos Antonio (* 2000), paraguayischer Leichtathlet
- González, María (* 2002), puerto-ricanische Beachvolleyballspielerin
- González, María Guadalupe (* 1989), mexikanische Geherin
- González, Mariano (* 1969), mexikanischer Boxer
- González, Mariano (* 1981), argentinischer Fußballspieler
- González, Mariela (* 1974), kubanische Langstreckenläuferin
- González, Mario (* 1901), uruguayischer Boxer
- González, Mario (1950–2019), uruguayischer Fußballspieler
- González, Mario (* 1991), venezolanischer Kugelstoßer
- González, Mark (* 1984), chilenischer Fußballspieler
- González, Martín (* 1990), uruguayischer Fußballspieler
- González, Martín (* 1994), uruguayischer Fußballspieler
- González, Marwin (* 1989), venezolanischer Baseballspieler
- González, Matías (1925–1984), uruguayischer Fußballspieler
- González, Matías (* 1989), uruguayischer Sprinter
- González, Matías (* 1993), uruguayischer Fußballspieler
- González, Máximo (* 1983), argentinischer Tennisspieler
- González, Melissa (* 1994), kolumbianische Hürdenläuferin
- González, Michelle (* 1995), mexikanische Fußballspielerin
- González, Miguel, uruguayischer Fußballspieler
- González, Miguel (1938–2022), spanischer Basketballspieler
- González, Miguel Ángel (* 1970), mexikanischer Boxer
- González, Mikel (* 1985), spanischer Fußballspieler
- González, Mireya (* 1991), spanische Handballspielerin
- González, Misleydis (* 1978), kubanische Kugelstoßerin
- González, Mónica Silvana (* 1976), spanisch-argentinische Politikerin (PSOE), MdEP
- González, Montserrat (* 1994), paraguayische Tennisspielerin

###### Gonzalez, N
- Gonzalez, Nicholas (* 1976), US-amerikanischer SchauspielerNicholas Gonzalez (* 1976)

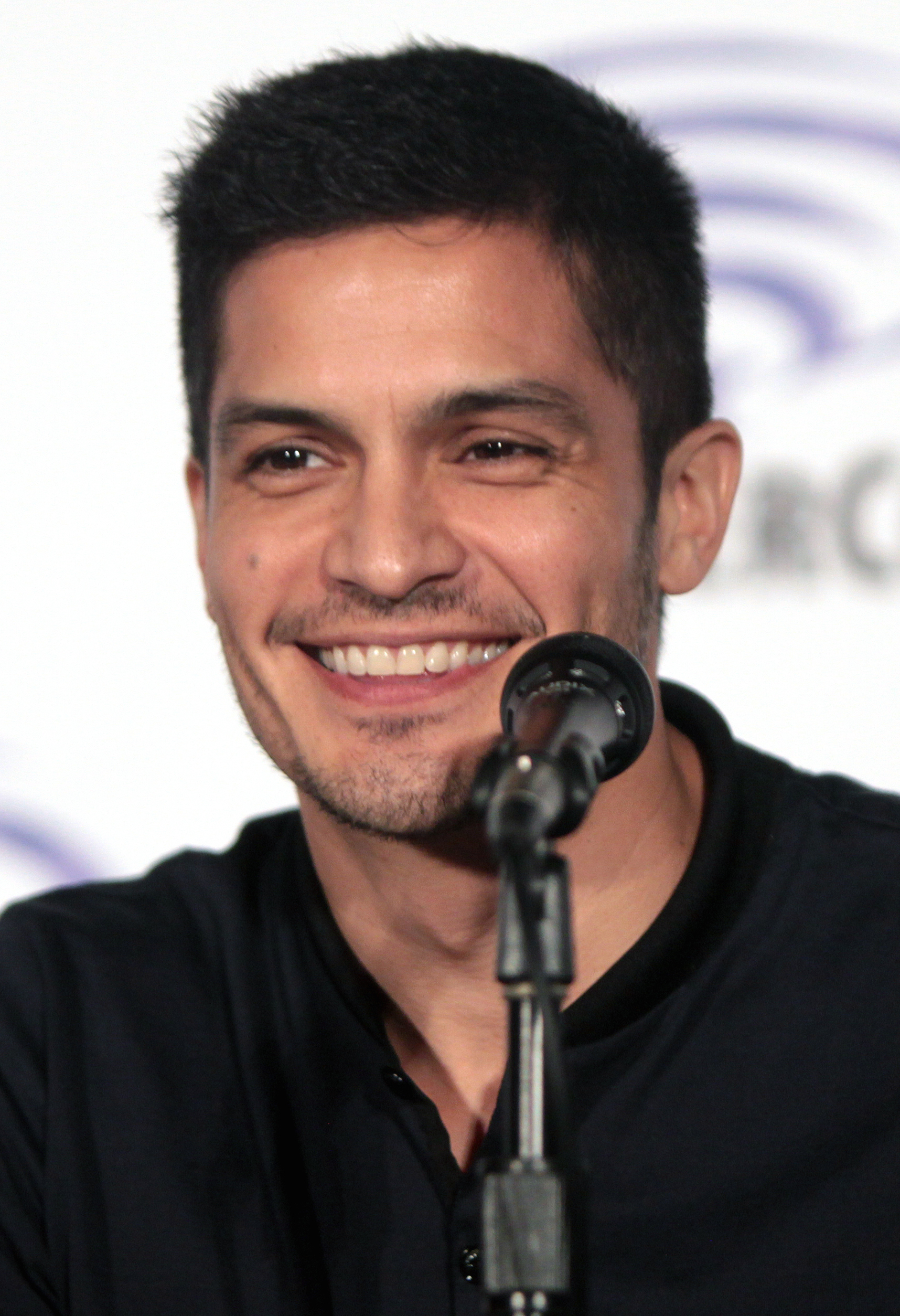
Nicholas Gonzalez (* 1976)

- González, Nicolás (* 1997), uruguayischer Fußballspieler
- González, Nicolás (* 1998), argentinischer Fußballspieler
- Gonzalez, Noemi (* 1988), amerikanische Schauspielerin
- González, Norma, paraguayische Fußballschiedsrichterin
- González, Norma (* 1982), kolumbianische Leichtathletin
- González, Nuria (* 1962), spanische Schauspielerin

###### Gonzalez, O
- González, Omar (* 1988), US-amerikanisch-mexikanischer Fußballspieler
- González, Óscar (1894–1959), chilenischer Fußballspieler
- González, Óscar (1923–2006), uruguayischer Rennfahrer
- González, Osvaldo (* 1984), chilenischer Fußballspieler
- Gonzalez, Oumar (* 1998), kamerunisch-französischer Fußballspieler

###### Gonzalez, P
- González, Pablo (* 1986), chilenischer Fußballspieler
- González, Pablo (* 1995), uruguayischer Fußballspieler
- González, Pablo (* 1996), uruguayischer Fußballspieler
- Gonzalez, Pancho (1926–2016), argentinisch-französischer Fußballspieler und -trainer
- González, Pedro (* 1943), peruanischer Fußballspieler
- González, Pepín (* 1932), mexikanischer Fußballspieler
- González, Peter (* 2002), spanischer Fußballspieler
- González, Pol (* 1992), spanischer Eishockeyspieler

###### Gonzalez, R
- González, Radamés (* 1956), kubanischer Marathonläufer
- González, Rafael (* 1950), chilenischer Fußballspieler
- González, Ramón (* 1966), kubanischer Speerwerfer
- González, Raúl (* 1952), mexikanischer Geher und Olympiasieger
- González, Raúl (* 1967), kubanischer Boxer
- González, Raúl (* 1970), spanischer Handballspieler und Handballtrainer
- González, Raúl Isaac (* 1955), chilenischer Fußballspieler
- Gonzalez, Raul M. (1930–2014), philippinischer Politiker, Rechtsanwalt und Hochschullehrer
- González, Raymundo, Fußballspieler
- González, Renato (* 1990), chilenischer Fußballspieler
- Gonzalez, René (1943–2012), französischer Schauspieler, Regisseur und Theaterintendant
- González, Ricardo (* 1965), chilenischer Fußballspieler
- González, Ricardo (* 1978), mexikanischer Automobilrennfahrer
- Gonzalez, Rick (* 1979), US-amerikanischer SchauspielerRick Gonzalez (* 1979)

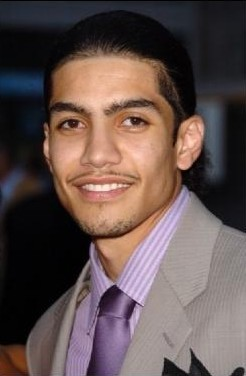
Rick Gonzalez (* 1979)

- González, Rigoberto (* 1970), mexikanisch-US-amerikanischer Autor, Dichter und Übersetzer
- González, Roberto (* 1976), chilenischer Fußballtorwart
- González, Roberto junior (* 1976), mexikanischer Automobilrennfahrer
- González, Roberto senior, mexikanischer Autorennfahrer
- González, Rodolfo (* 1945), mexikanischer Boxer im Leichtgewicht
- González, Rodolfo (* 1986), venezolanischer Automobilrennfahrer
- González, Rodrigo (* 1968), deutscher Musiker, Bassist, GitarristRodrigo González (* 1968)

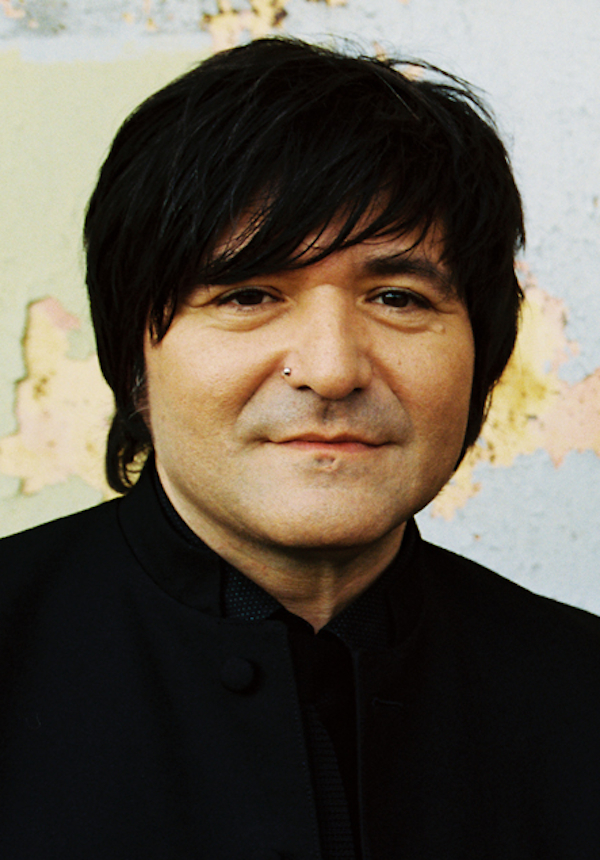
Rodrigo González (* 1968)

- Gonzalez, Roman (* 1987), nicaraguanischer Boxweltmeister
- González, Rónald (* 1981), venezolanischer Straßenradrennfahrer
- González, Ronald (* 1990), chilenischer Fußballspieler
- González, Roy Díaz (* 1953), mexikanischer Badmintonspieler
- González, Rubén (1919–2003), kubanischer Pianist
- González, Rubén (1927–2002), chilenischer Fußballspieler
- González, Rubén Adán (* 1939), uruguayischer Fußballspieler
- González, Rudolf (* 1998), Fußballspieler

###### Gonzalez, S
- González, Santiago (* 1983), mexikanischer Tennisspieler
- González, Santiago (* 1992), uruguayischer Fußballspieler
- González, Santos (* 1973), spanischer Radrennfahrer
- Gonzalez, Scheila (* 1971), US-amerikanische Musikerin
- González, Schiandra (* 1995), panamaische Fußballspielerin
- González, Sebastián (* 1978), chilenischer Fußballspieler
- González, Sergio (* 1950), chilenischer Fußballspieler
- González, Sergio Ariel (* 1974), argentinischer Biathlet
- Gonzalez, Silva (* 1979), deutscher Sänger, Schauspieler und EntertainerSilva Gonzalez (* 1979)

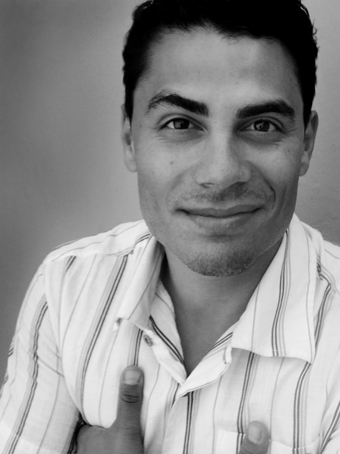
Silva Gonzalez (* 1979)

- González, Sisinio (* 1986), spanischer Fußballspieler
- Gonzalez, Sofia (* 2001), Schweizer Sprinterin und Weitspringerin

###### Gonzalez, T
- González, Tabaré (1936–2013), uruguayischer Politiker
- González, Tabaré (* 1943), uruguayischer Fußballspieler
- González, Thyrsus (1624–1705), Generaloberer der Societas Jesu (Jesuitenorden)
- González, Tomás (* 1950), kolumbianischer Schriftsteller
- González, Tomás (* 1977), paraguayischer Fußballspieler
- Gonzalez, Tony (* 1976), US-amerikanischer American-Football-Spieler

###### Gonzalez, V
- González, Valentín (1909–1983), spanischer Offizier der Republik, Guerillero
- Gonzalez, Vato (* 1983), niederländischer House-DJ
- González, Vicente (* 1967), US-amerikanischer Politiker
- Gonzalez, Victor (1877–1956), französischer Orgelbauer
- González, Víctor (* 1946), chilenischer Fußballspieler
- González, Víctor (* 1957), uruguayischer Radsportler
- González, Víctor (* 1959), argentinischer Drehbuchautor, Regisseur und Kameramann
- González, Víctor (* 1974), kolumbianischer Straßenradrennfahrer
- González, Virgilio (1926–2014), kubanisch-US-amerikanischer Einbrecher in die Zentrale der Demokraten im Watergate-Hotel

###### Gonzalez, W
- González, Washington (* 1955), uruguayischer Fußballspieler
- González, Willy (1956–1984), chilenischer Fußballspieler

###### Gonzalez, Y
- González, Yoiver (* 1989), kolumbianisch-äquatorialguineischer Fußballspieler
- González, Yon (* 1986), spanischer Schauspieler
- González, Yony (* 1994), kolumbianischer Fußballspieler
- González, Yumari (* 1979), kubanische Radrennfahrerin

###### Gonzalez-F
- González-Ferrán, Oscar (1933–2014), chilenischer Vulkanologe
- Gonzalez-Foerster, Dominique (* 1965), französische Konzeptkünstlerin

###### Gonzalez-M
- González-Monjas, Roberto (* 1988), spanischer Violinist und Dirigent

###### Gonzalez-O
- González-Olaechea, Javier (* 1958), peruanischer Politikwissenschaftler, Diplomat und Politiker

###### Gonzalez-P
- González-Páramo, José Manuel (* 1958), spanischer Ökonom und (seit 2004) Mitglied des Direktoriums der Europäischen Zentralbank

###### Gonzalez-R
- González-Ruibal, Alfredo, spanischer Archäologe

###### Gonzalez-S
- González-Sinde, Ángeles (* 1965), spanische Drehbuchautorin und Filmregisseurin

###### Gonzalez-T
- González-Torres, Félix (1957–1996), kubanisch-US-amerikanischer Künstler

###### Gonzalez-Z
- González-Zuleta, Fabio (1920–2011), kolumbianischer Komponist und Musikpädagoge

###### Gonzalo
- Gonzalo († 1045), König von Sobrarbe und Ribagorza
- Gonzalo de Borbón y Battenberg (1914–1934), spanischer Adeliger, Infant von Spanien und Onkel des jetzigen spanischen König Juan Carlos I.
- Gonzalo Fernández de Burgos, Graf von Burgos und Kastilien
- Gonzalo Núñez de Lara, spanischer Adliger
- Gonzalo Pintor, María Cristina (1913–2005), spanische Architektin und Meteorologin
- Gonzalo Ramírez, Eduardo (* 1983), spanischer Radrennfahrer
- Gonzalo Téllez, Graf von Lantarón und Cerezo
- Gonzalo, Julie (* 1981), US-amerikanische SchauspielerinJulie Gonzalo (* 1981)

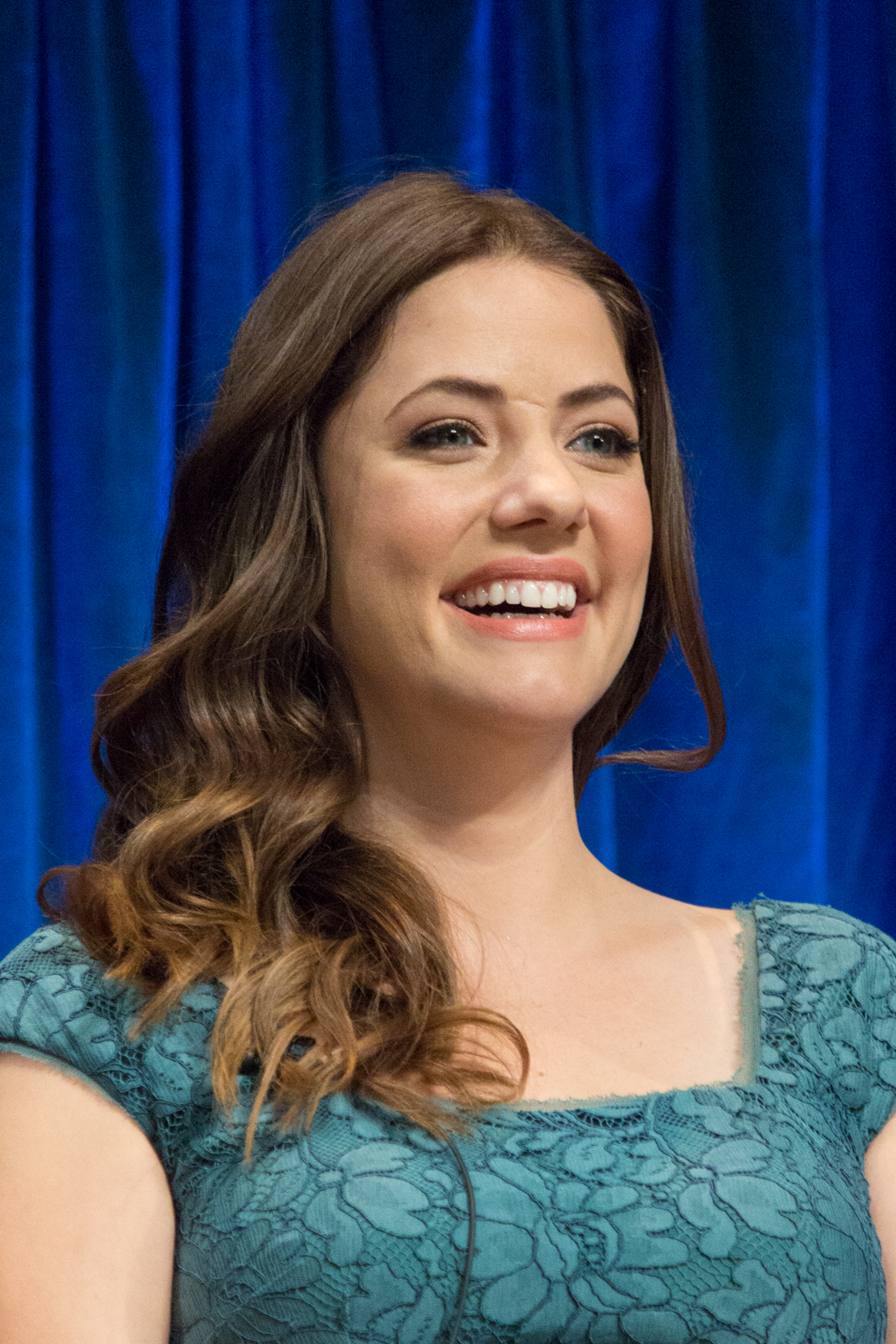
Julie Gonzalo (* 1981)

###### Gonzalv
- Gonzalvo, Josep (1920–1978), spanischer Fußballspieler und -trainer
- Gonzalvo, Marià (1922–2007), spanischer Fußballspieler

##### Gonzat
- Gonzato, Bruno (* 1944), italienischer Radrennfahrer

#### Gonze
- Gonzenbach, August von (1808–1887), Schweizer Politiker
- Gonzenbach, Carl Arnold (1806–1885), Schweizer Kupferstecher und Porträtmaler
- Gonzenbach, Carl August (1779–1851), Schweizer Politiker
- Gonzenbach, Carl Emil Viktor (1816–1886), Schweizer Kaufmann und Politiker
- Gonzenbach, Hans Jakob (1754–1815), Schweizer Politiker
- Gonzenbach, Laura (1842–1878), Schweizer Märchensammlerin
- Gonzenbach, Paul von (1724–1799), preußischer Oberst und Festungsbauer
- Gonzenbach, Victorine von (1921–2016), Schweizer Klassische Archäologin
- Gonzenbach, Wilhelm von (1880–1955), Schweizer Mediziner und Politiker (LdU)
- Gonzenbach-Oettli, Ella (1923–2008), Ärztin aus dem Thurgau (Schweiz)

#### Gonzi
- Gonzi, Lawrence (* 1953), maltesischer Politiker, Premierminister von Malta (2004–2013)
- Gonzi, Mario (* 1966), österreichischer Jazz-Schlagzeuger
- Gonzi, Michael (1885–1984), römisch-katholischer Geistlicher, Bischof von Gozo und Erzbischof von Malta

#### Gonzo
- Gonzo, War (* 1985), russischer Blogger, Journalist, Kriegsberichterstatter und PropagandistWar Gonzo (* 1985)

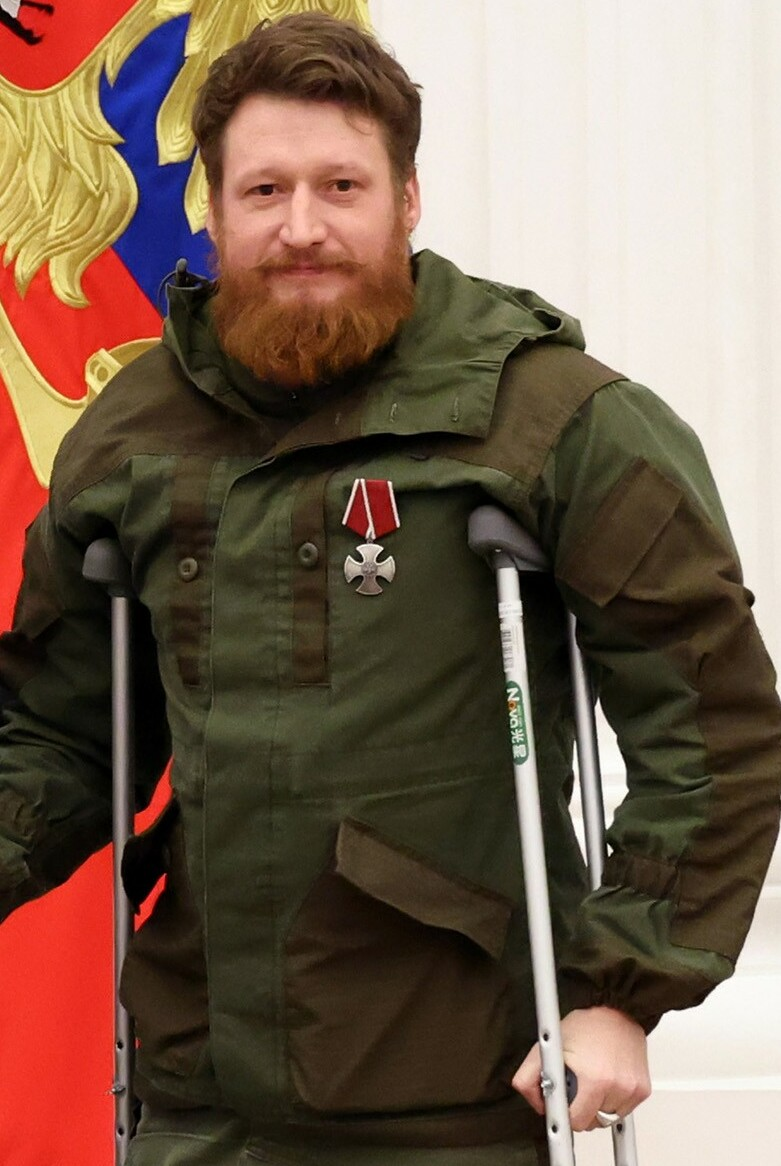
War Gonzo (* 1985)